# 上海市各级老字号列表
上海市各级老字号列表，旨在列举中华人民共和国上海市经官方认定的老字号企业或品牌，包括经中华人民共和国商务部认定的中华老字号以及经上海市商务委员会认定的上海老字号。截至2024年2月，上海市共有中华老字号197家，数量居全国各城市第一。另外经上海市商务委认定的上海老字号104家。

## 上海市境内的中华老字号

### 现存（197家）

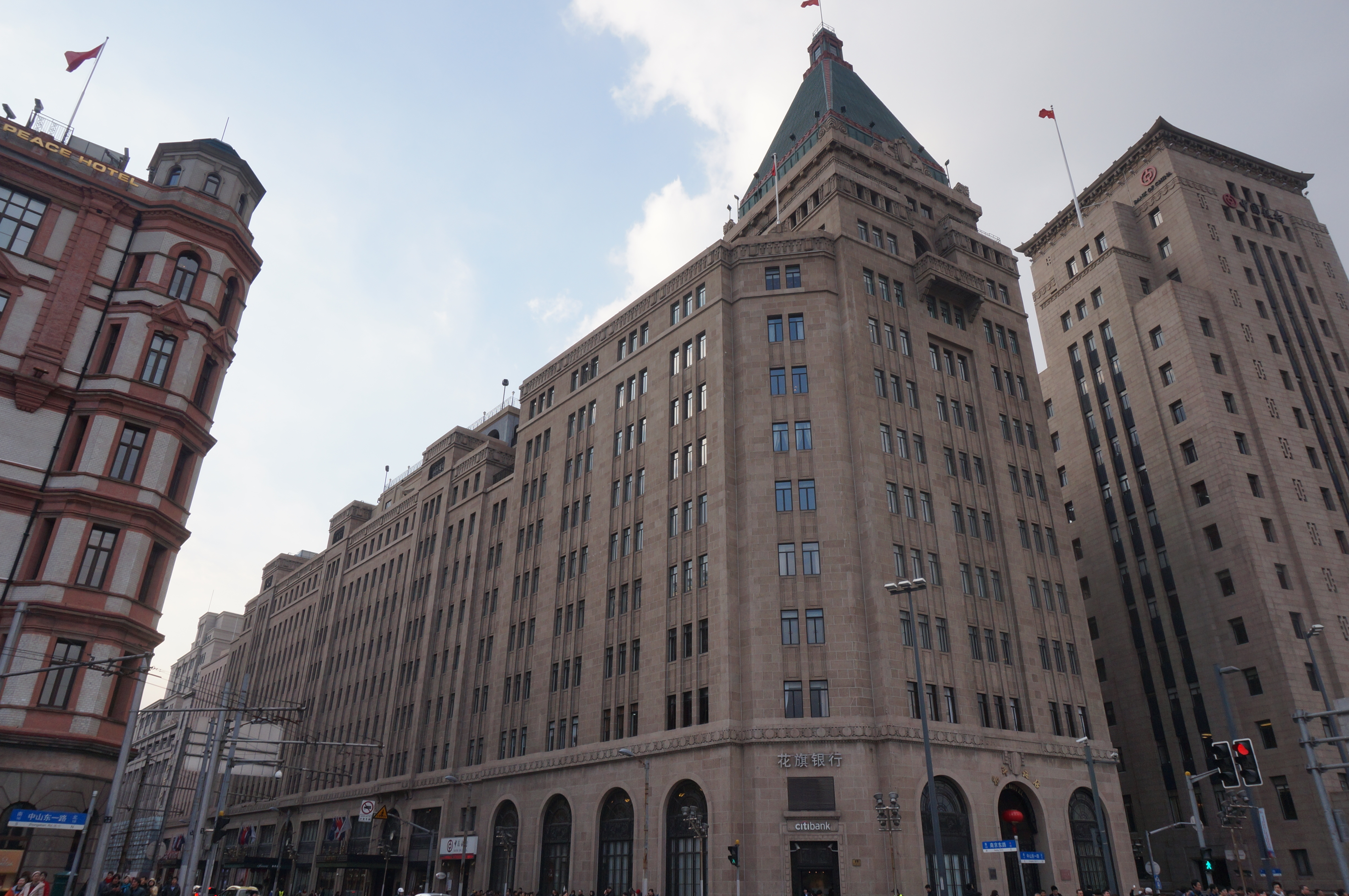
和平饭店

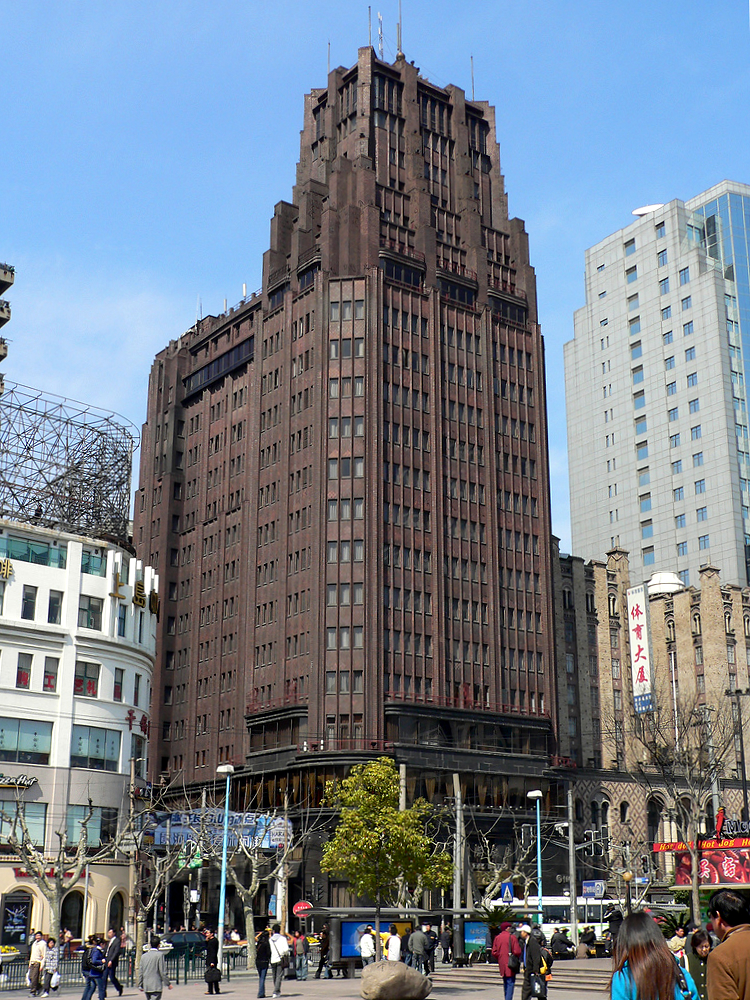
国际饭店

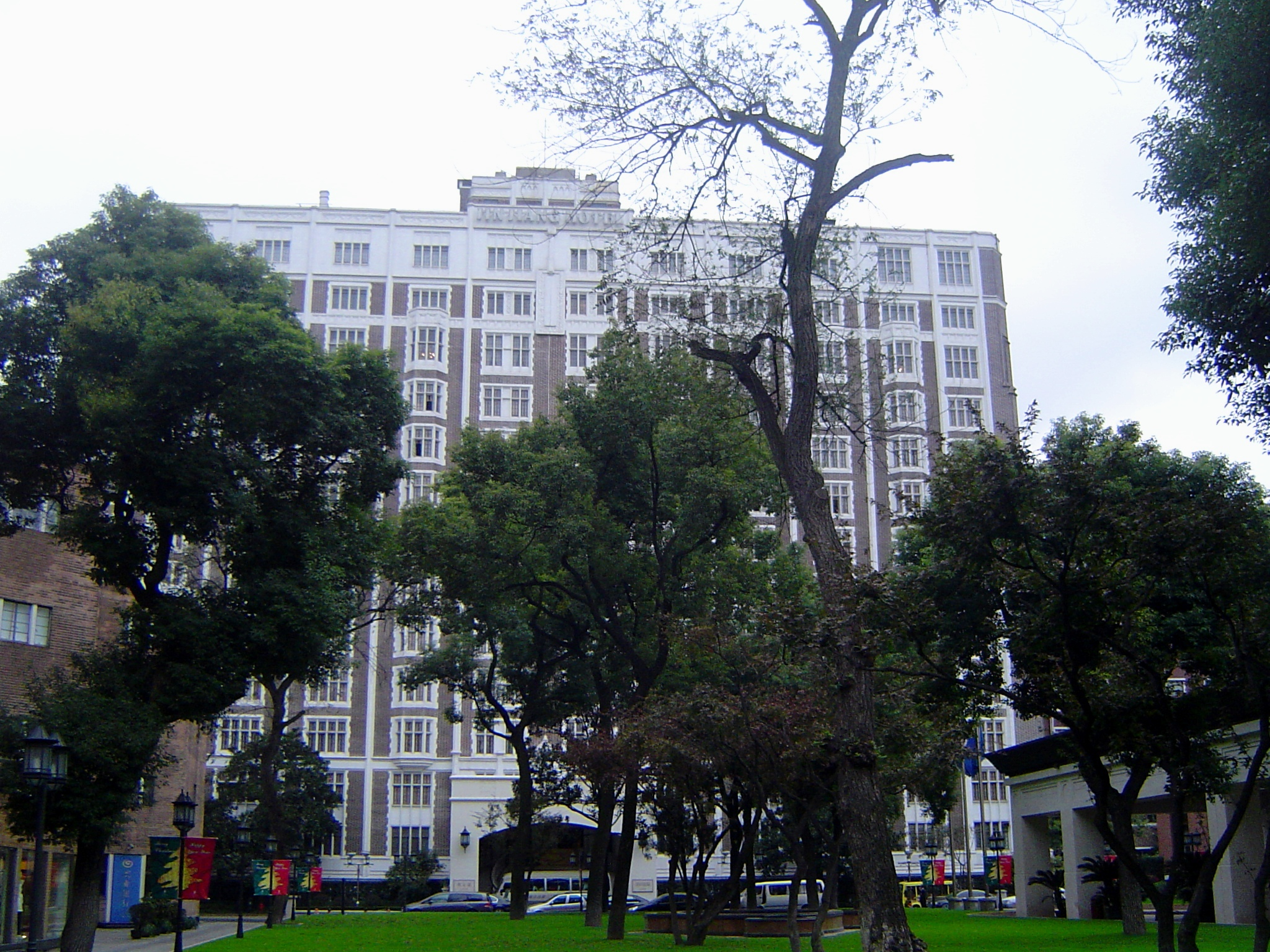
锦江饭店

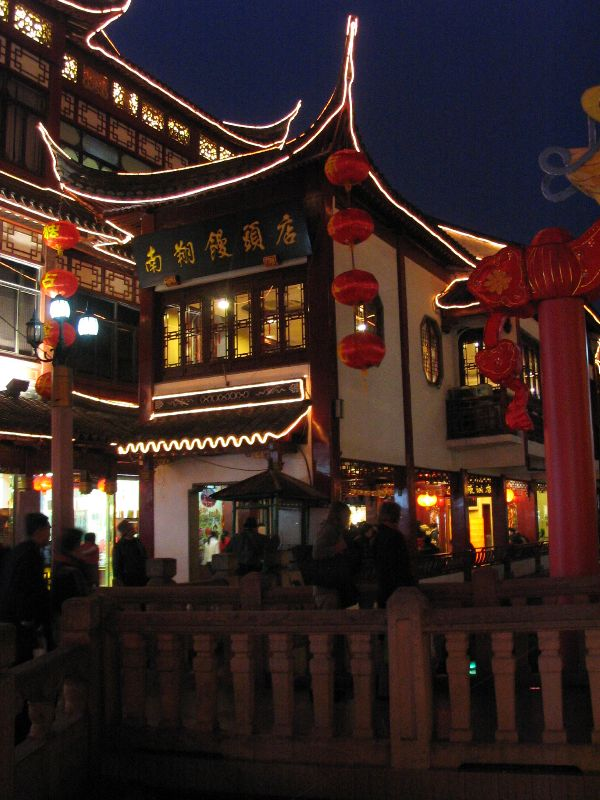
南翔饅頭店

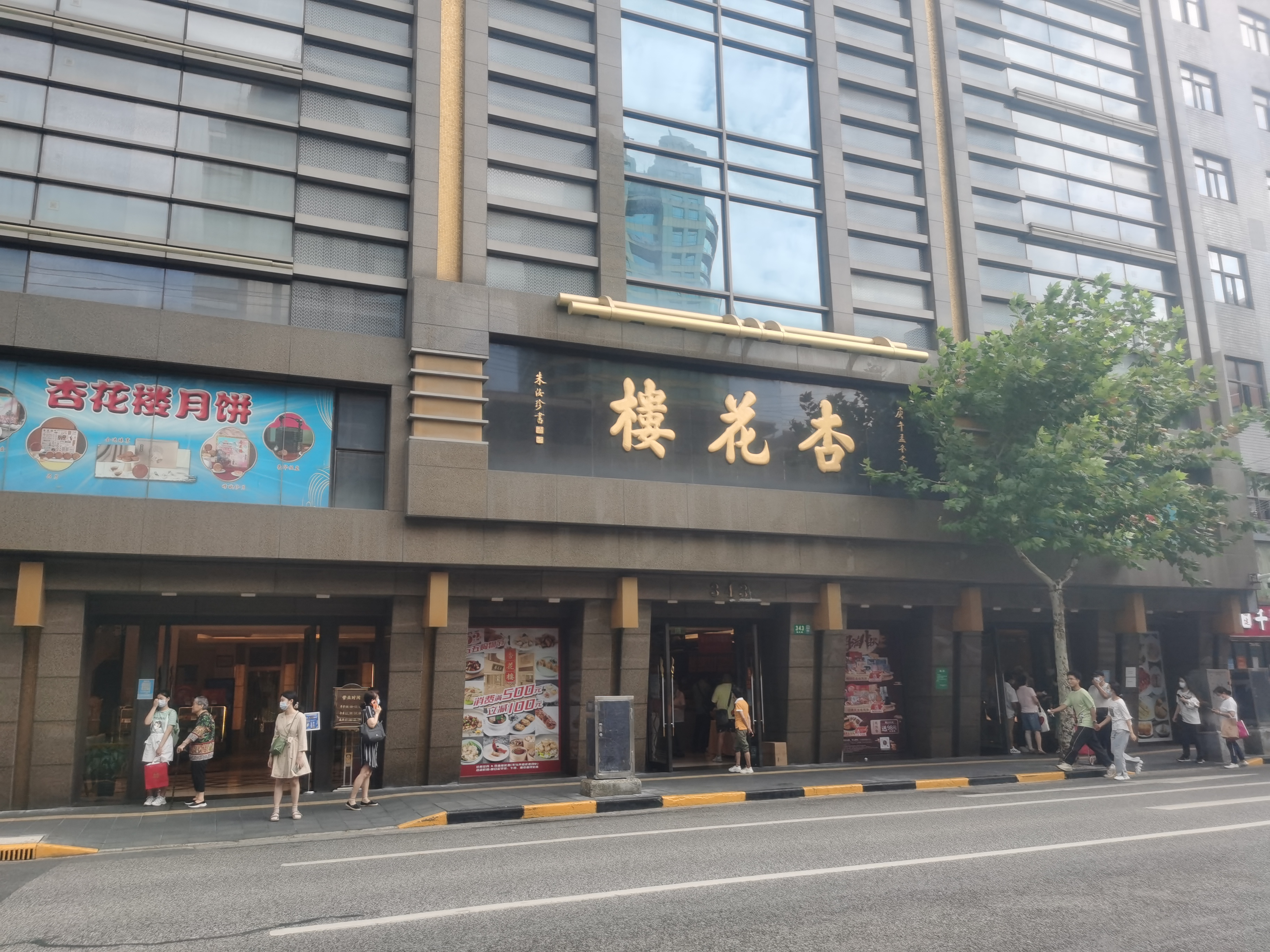
杏花楼酒家

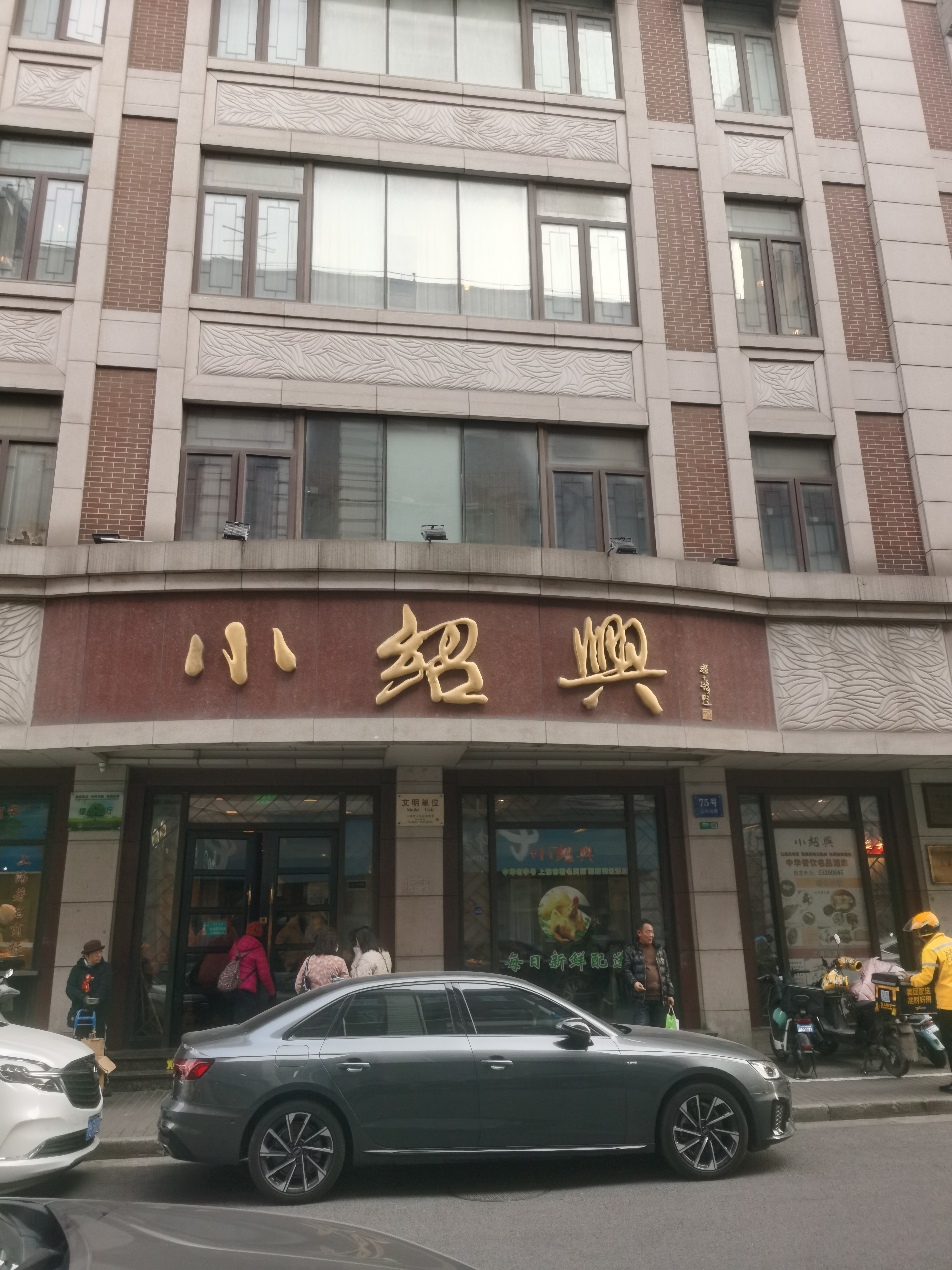
小绍兴酒家

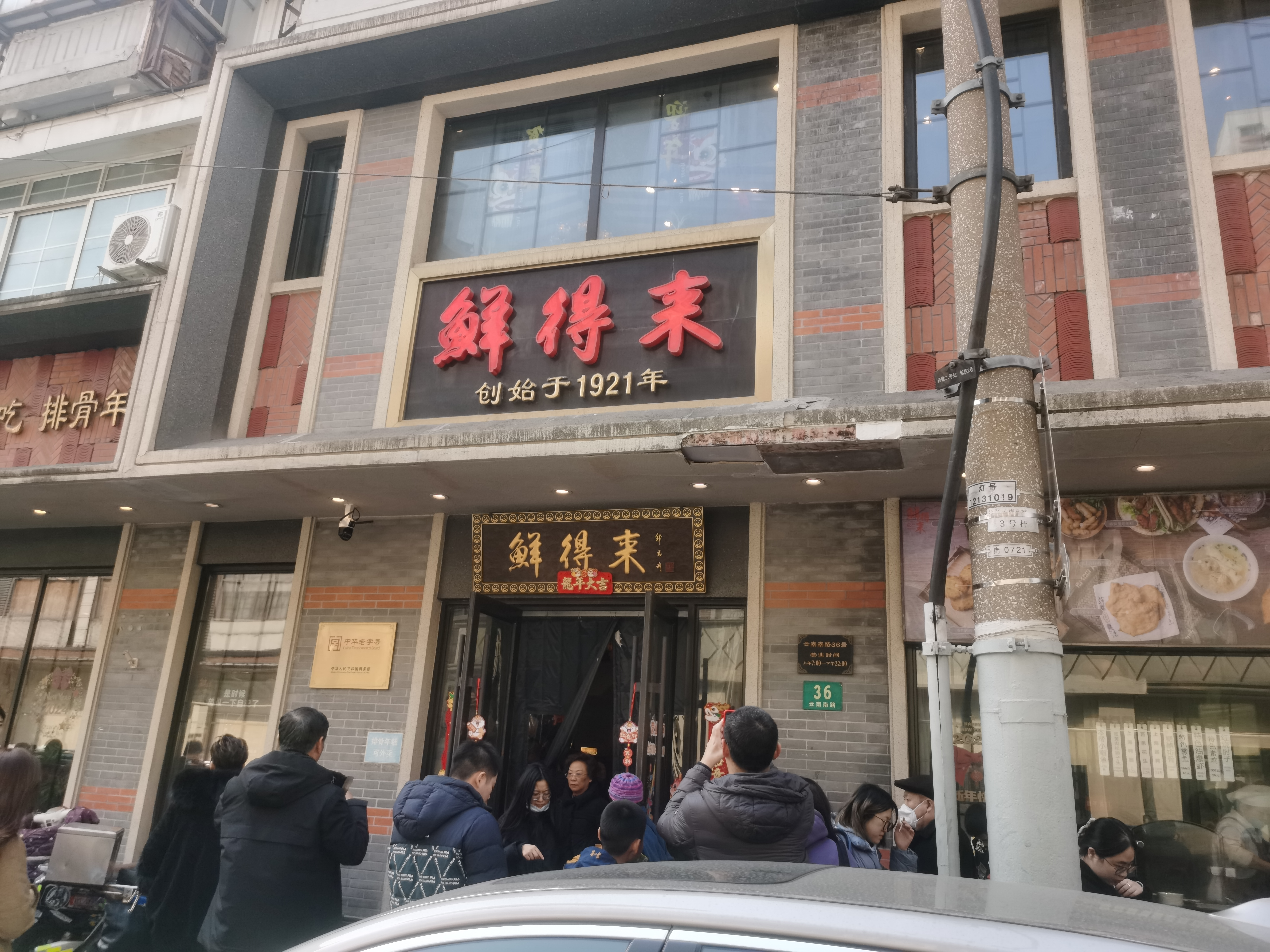
鲜得来排骨年糕

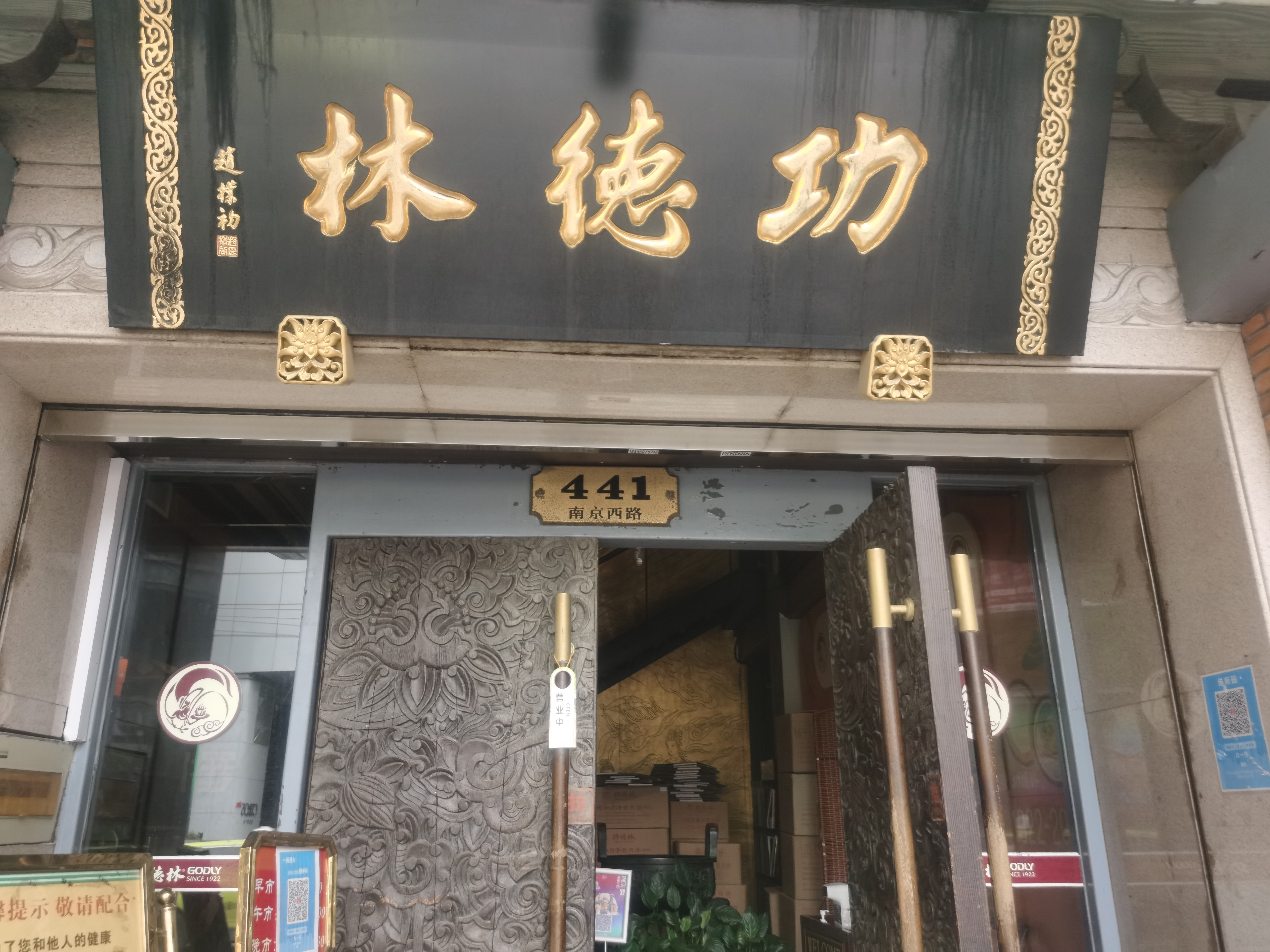
功德林素食

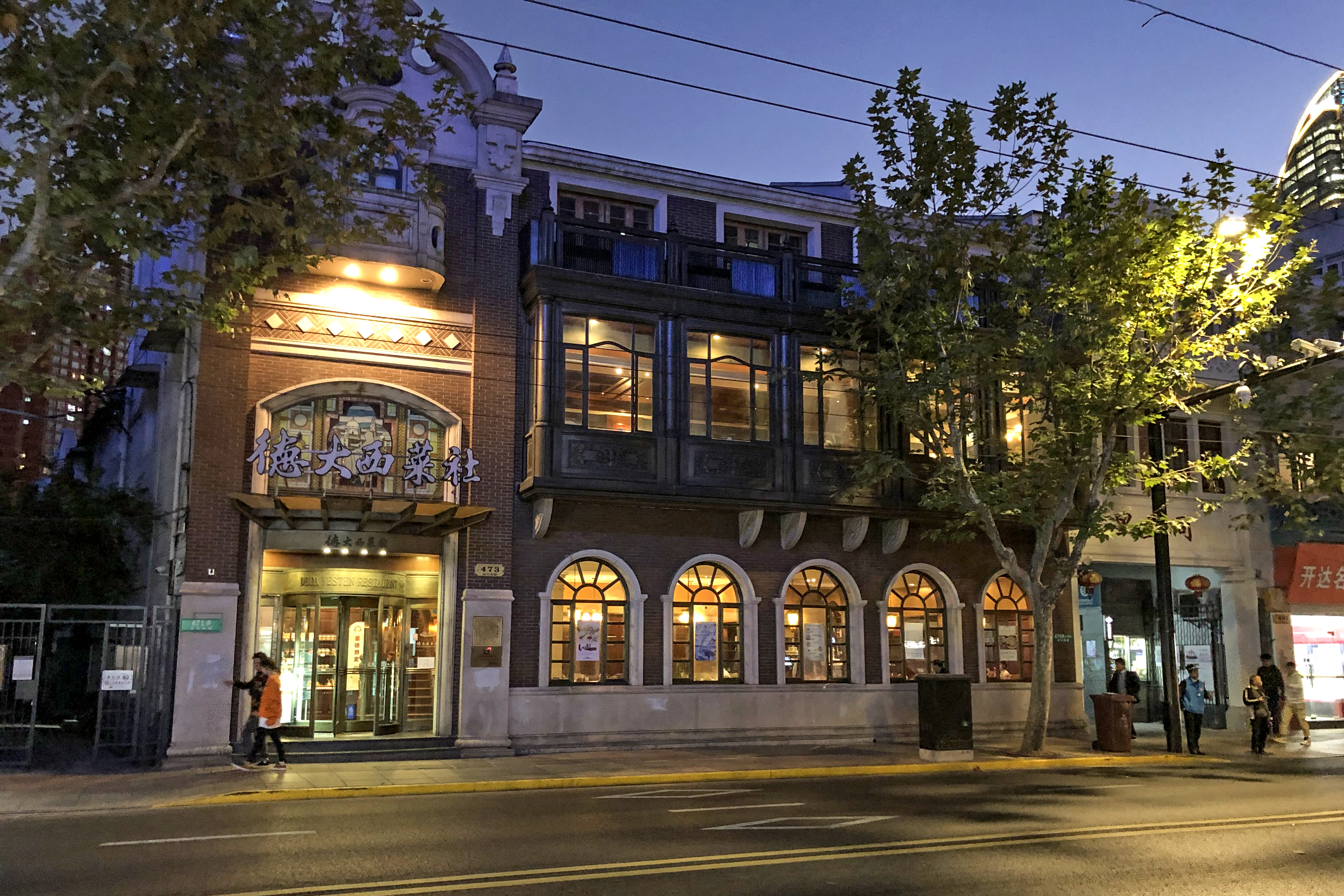
德大西菜社

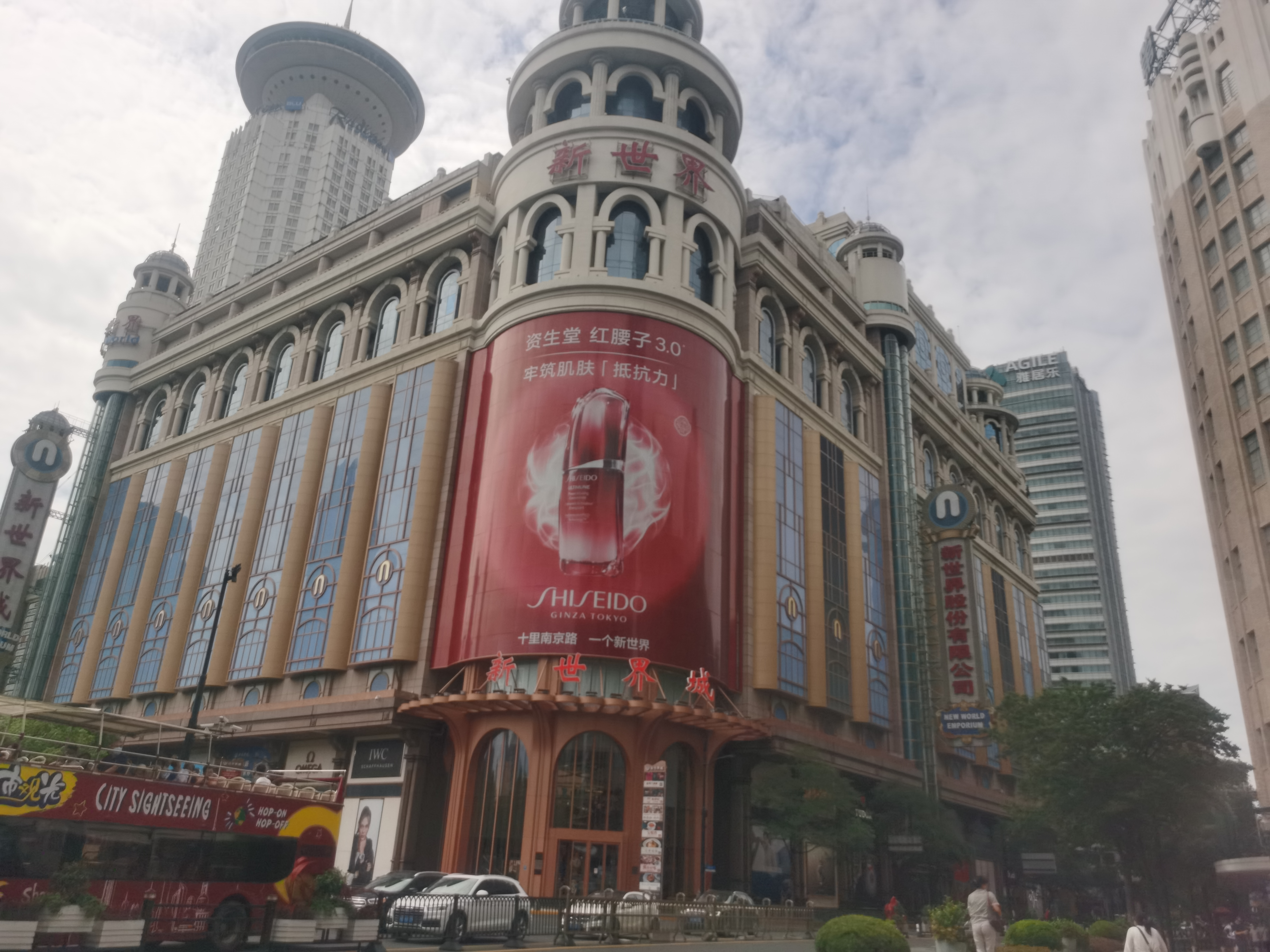
新世界城

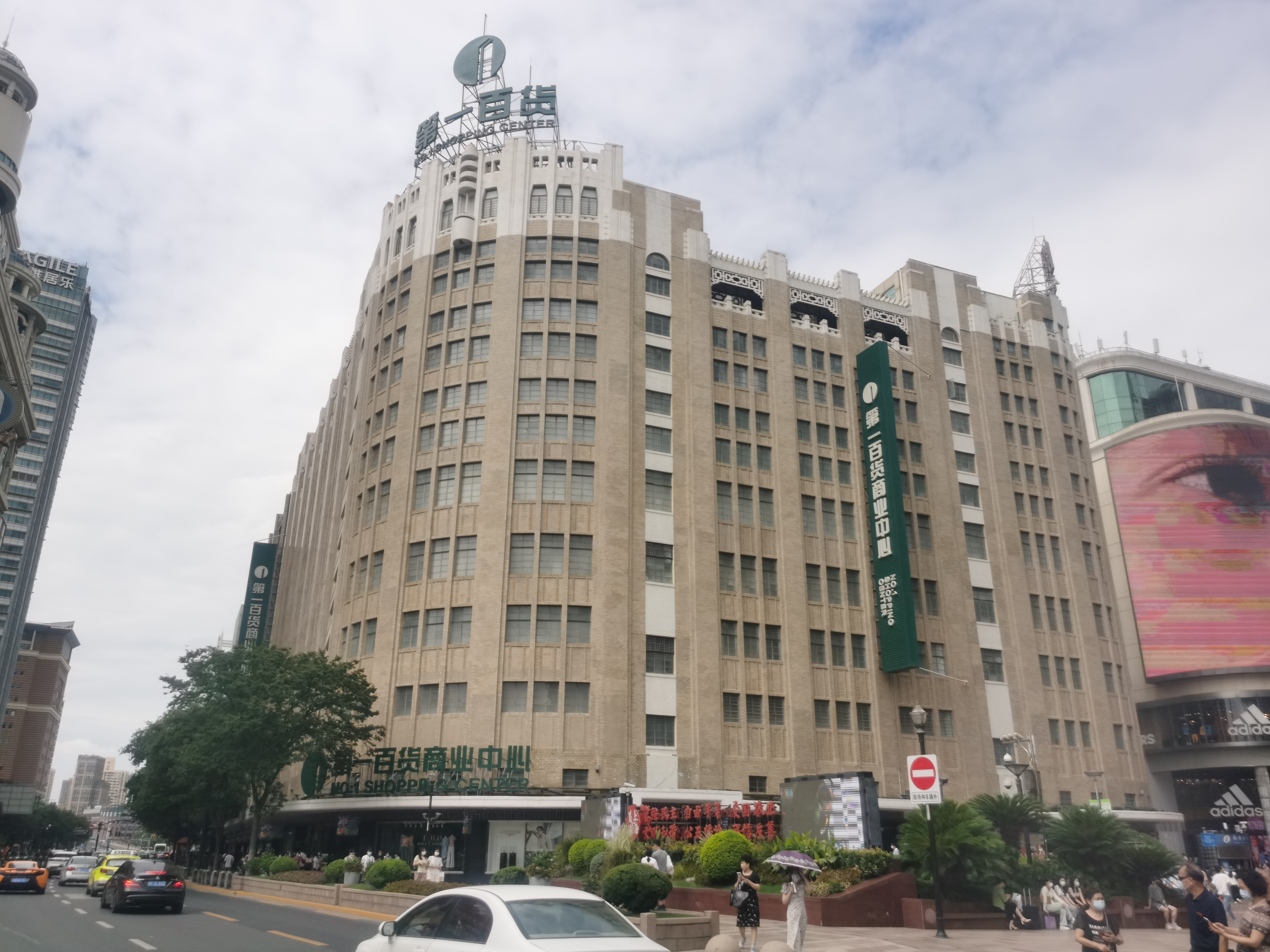
上海市第一百货商店

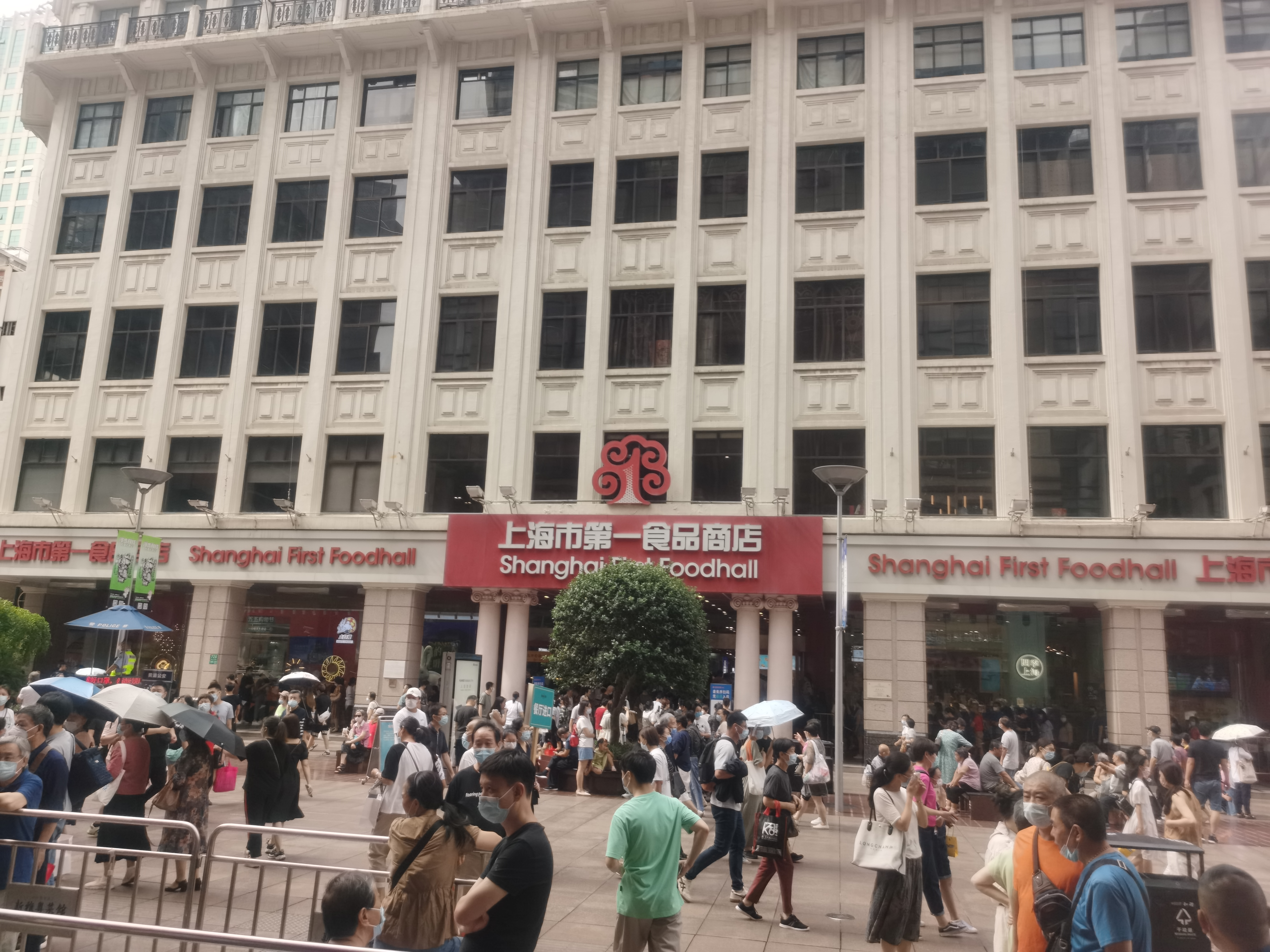
上海市第一食品商店

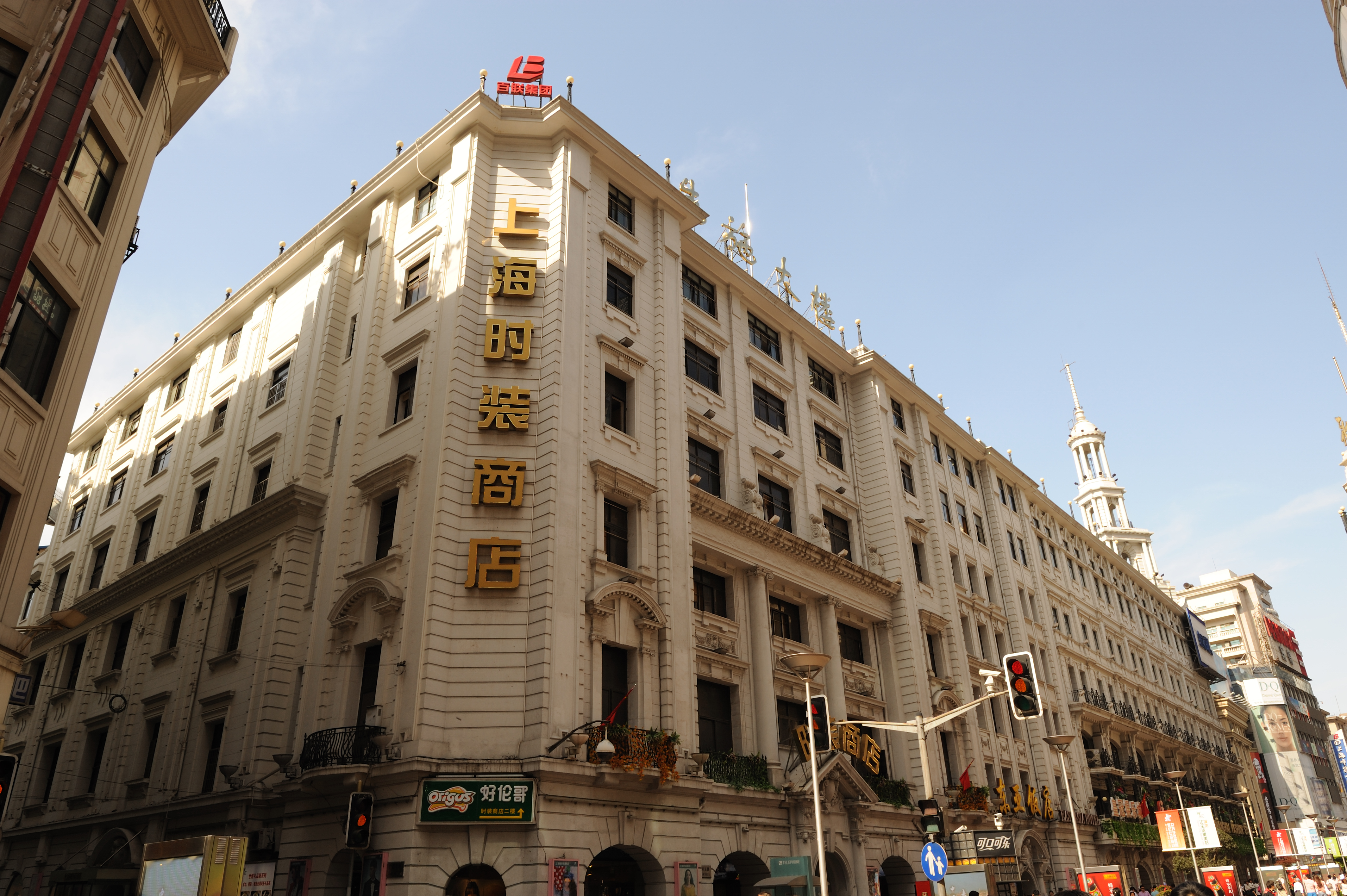
上海时装商店

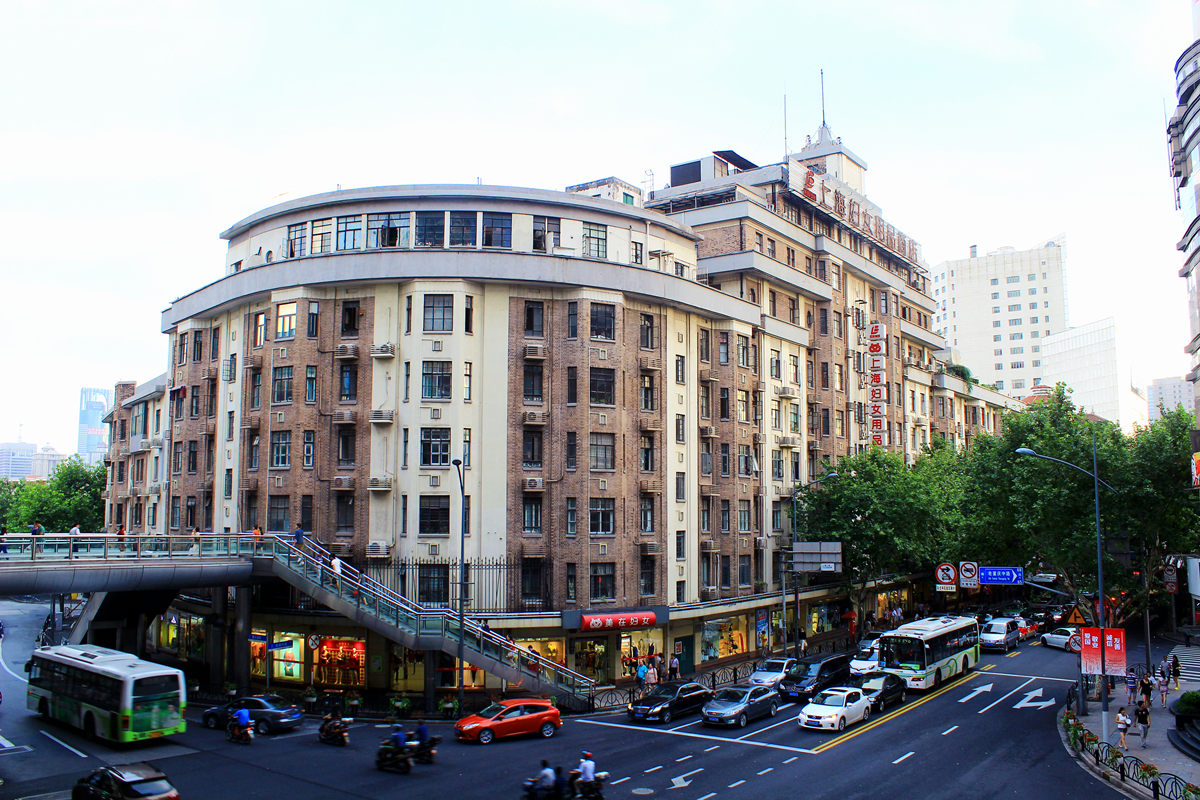
上海妇女用品商店

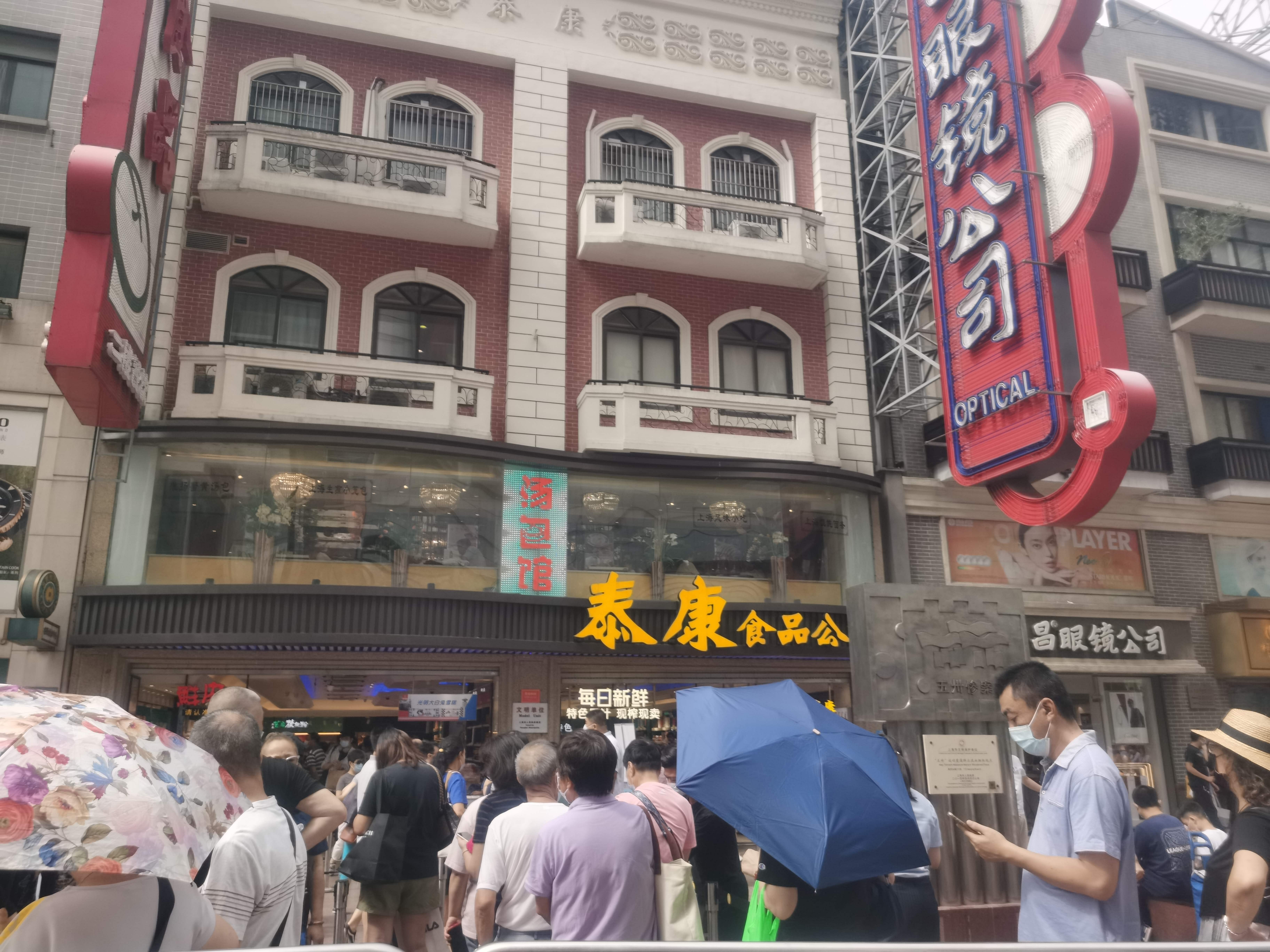
泰康食品公司

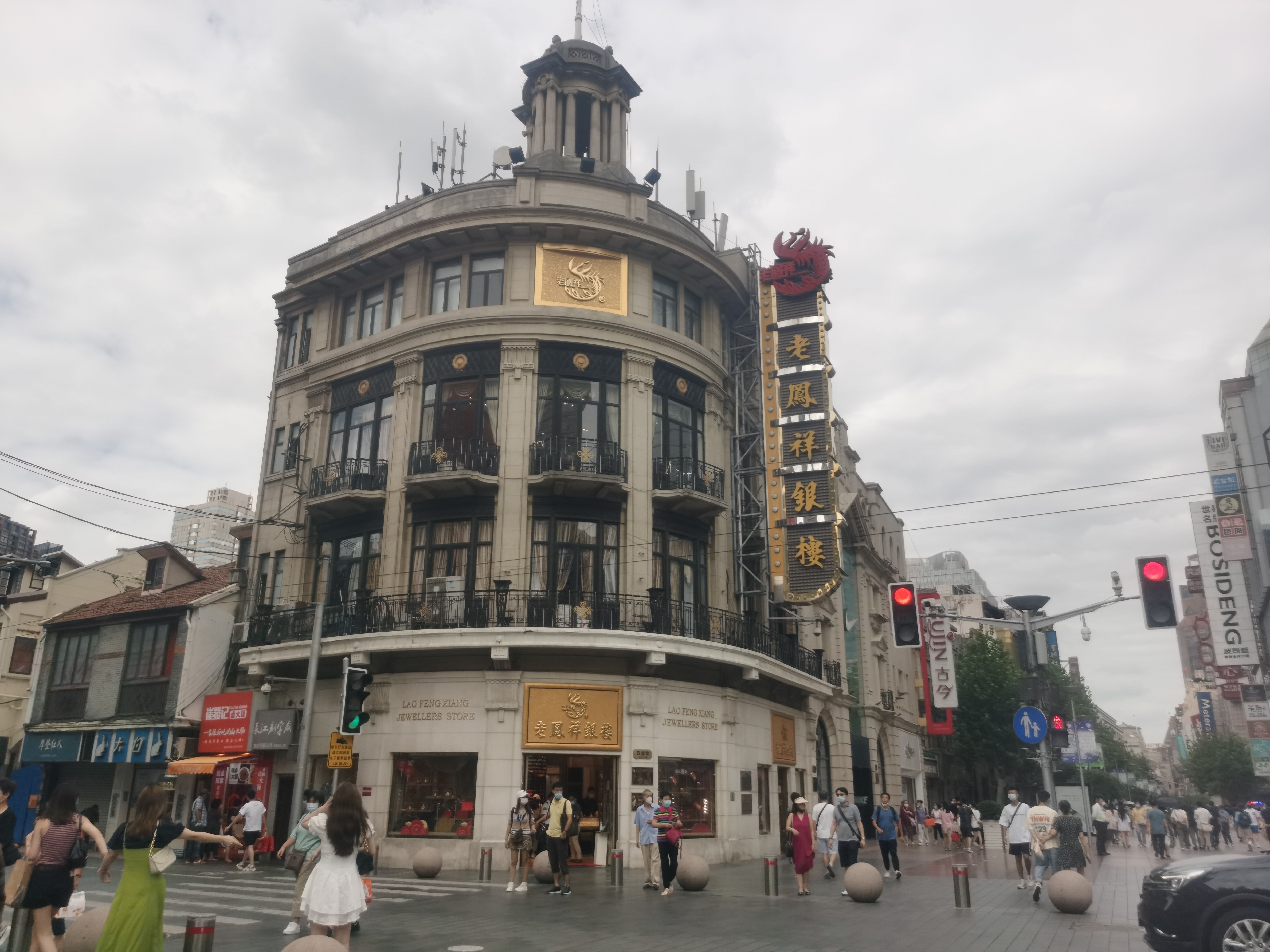
老凤祥银楼

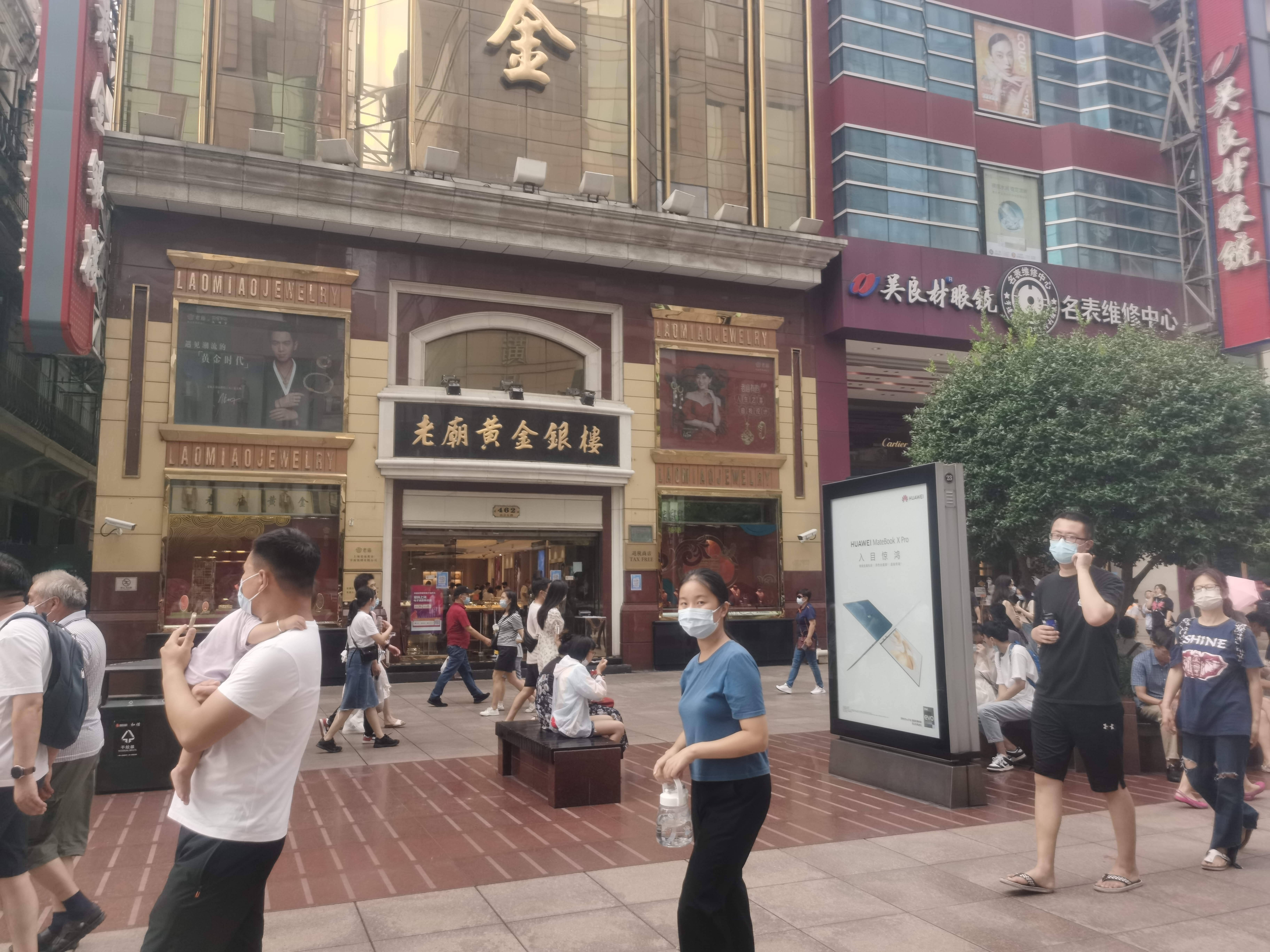
老庙黄金

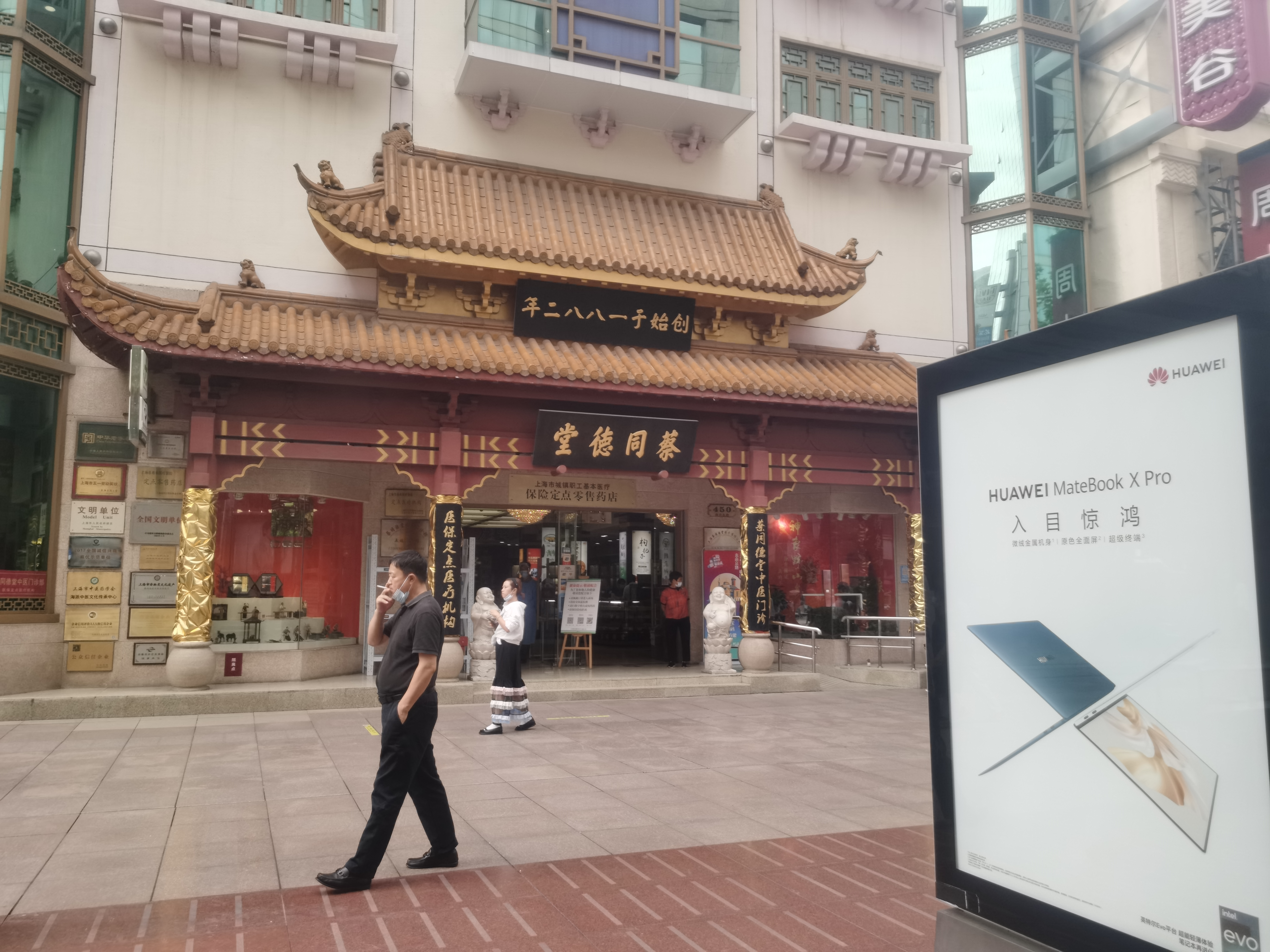
蔡同德堂

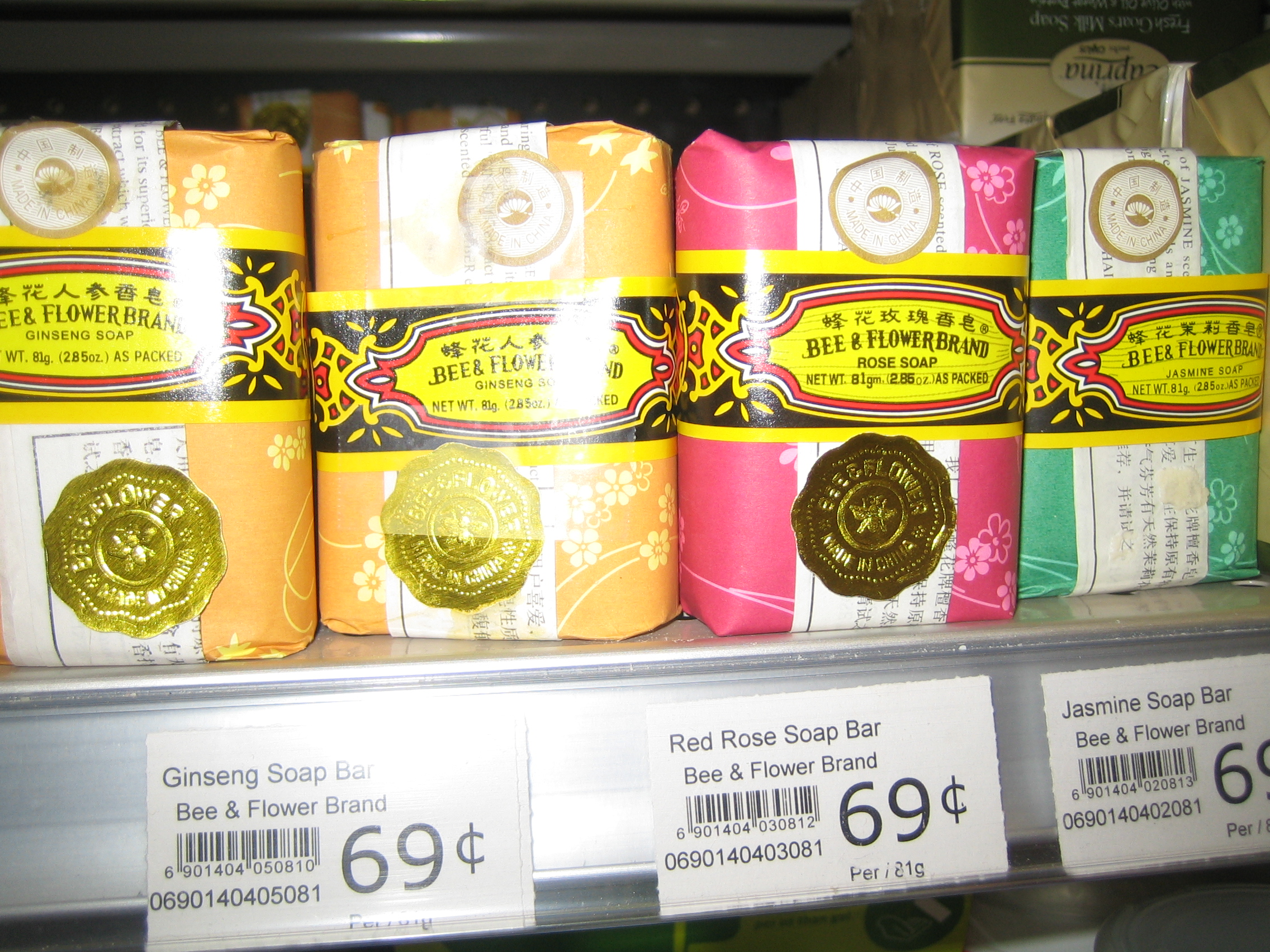
蜂花檀香皂

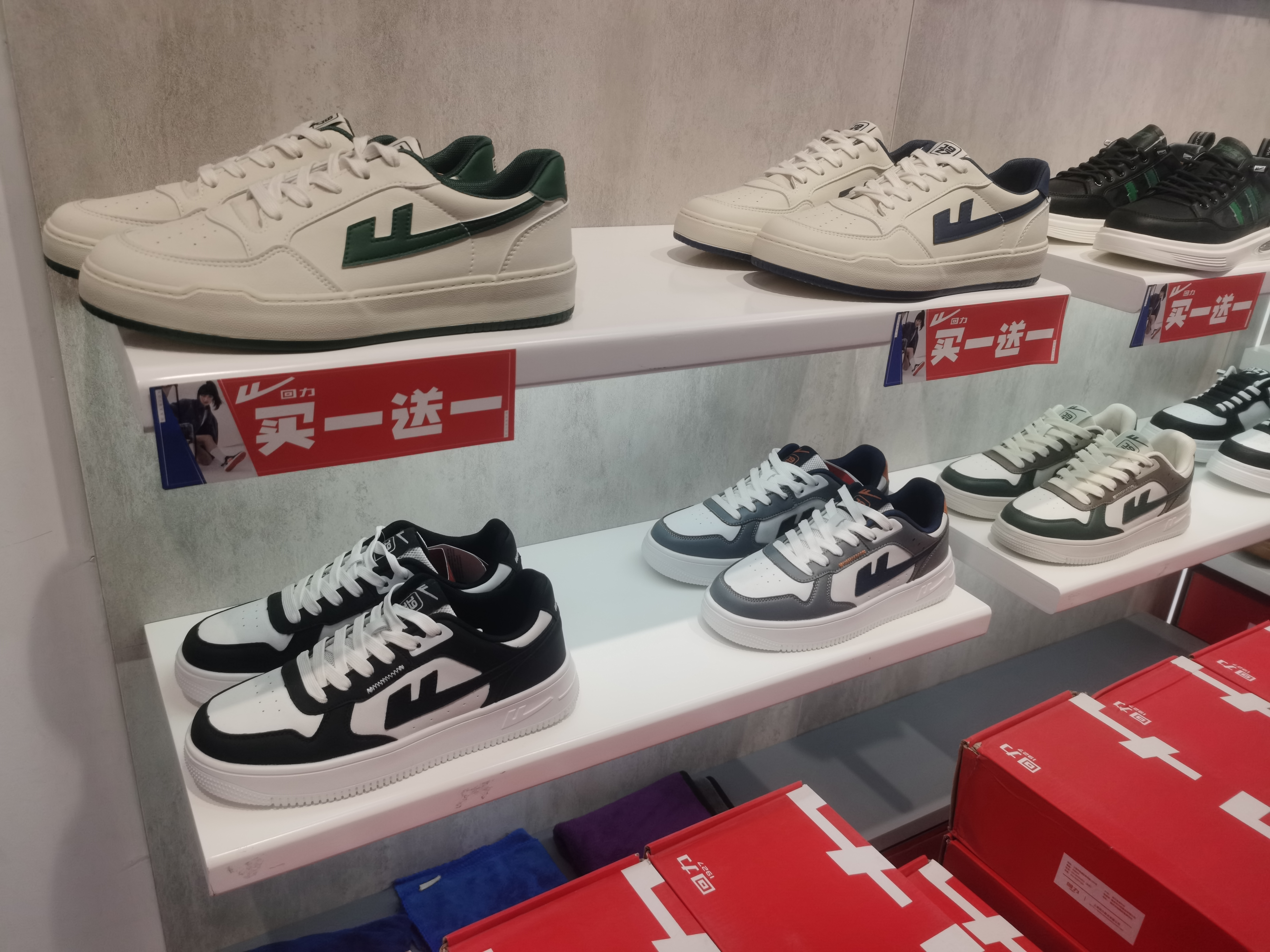
回力鞋

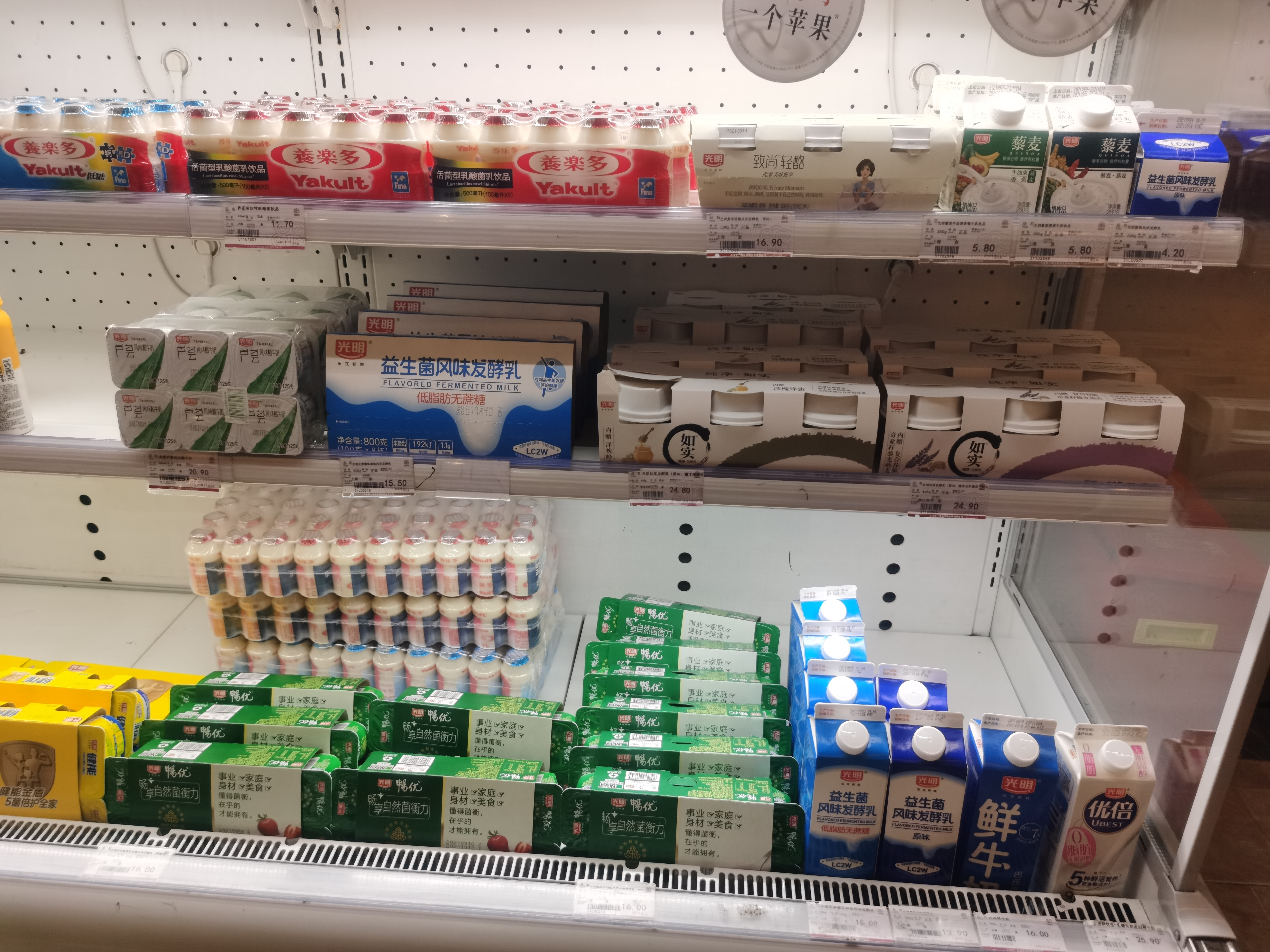
光明牌牛奶

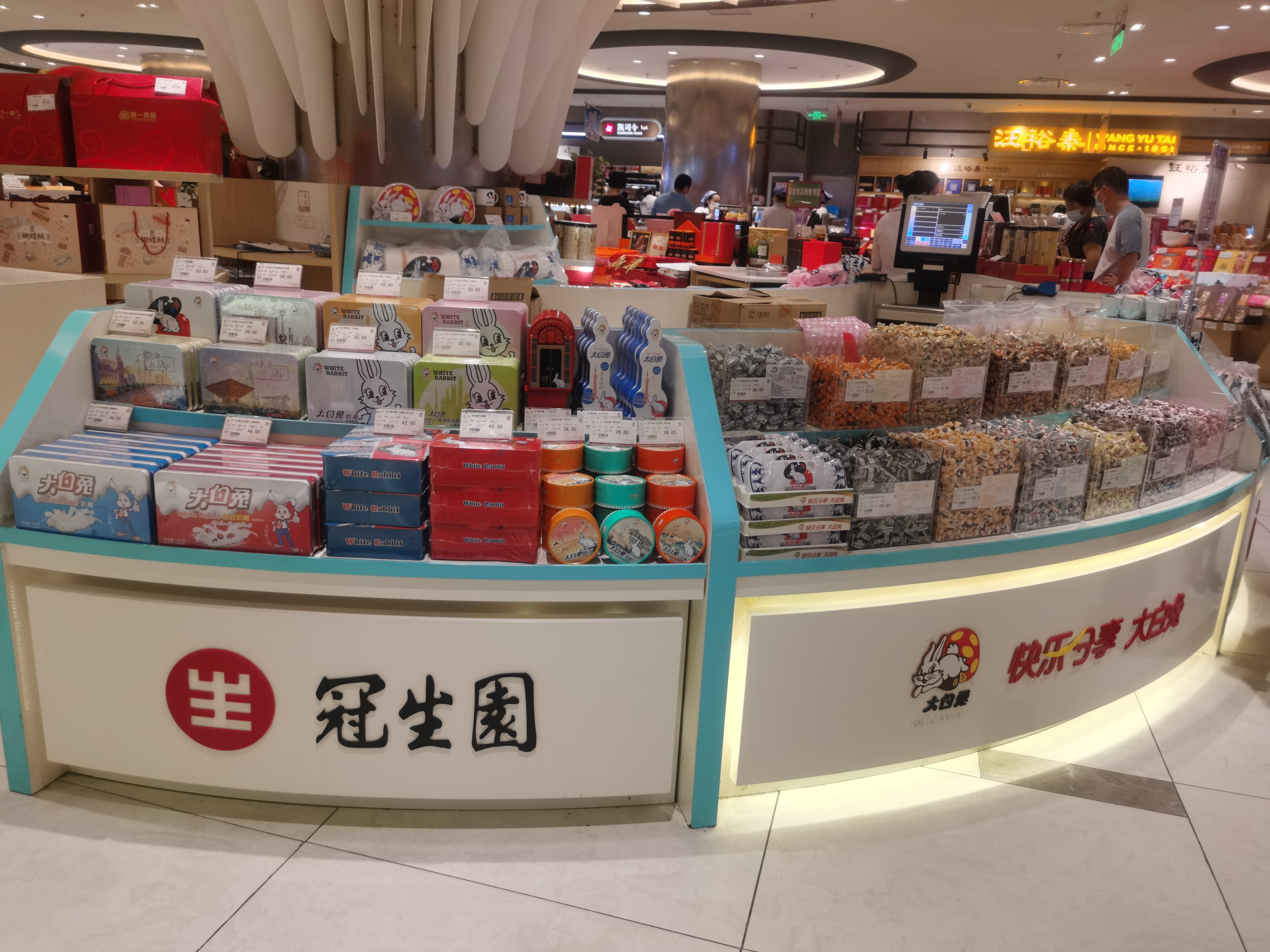
大白兔奶糖

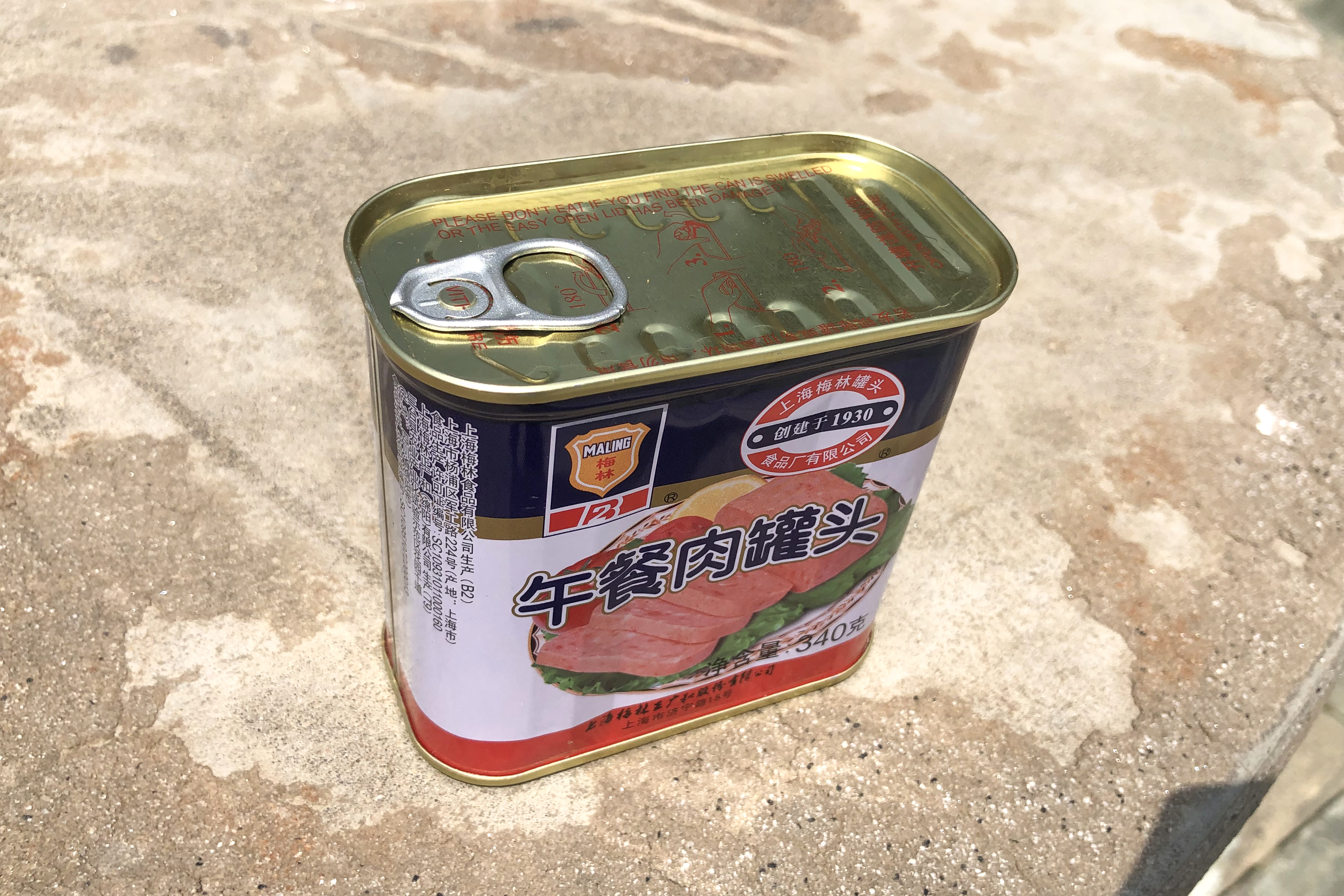
梅林午餐肉罐头

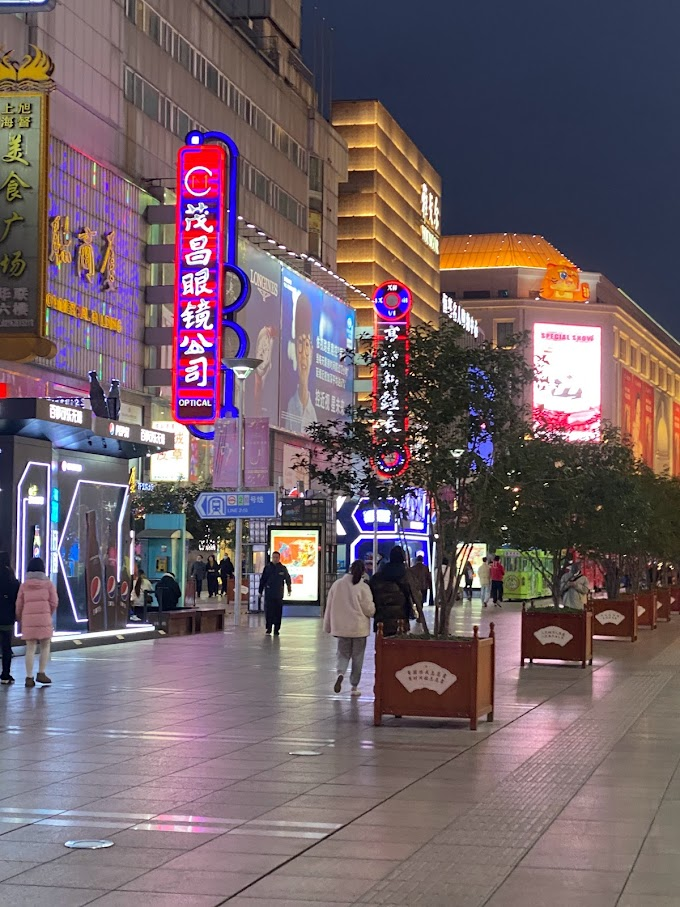
茂昌眼镜

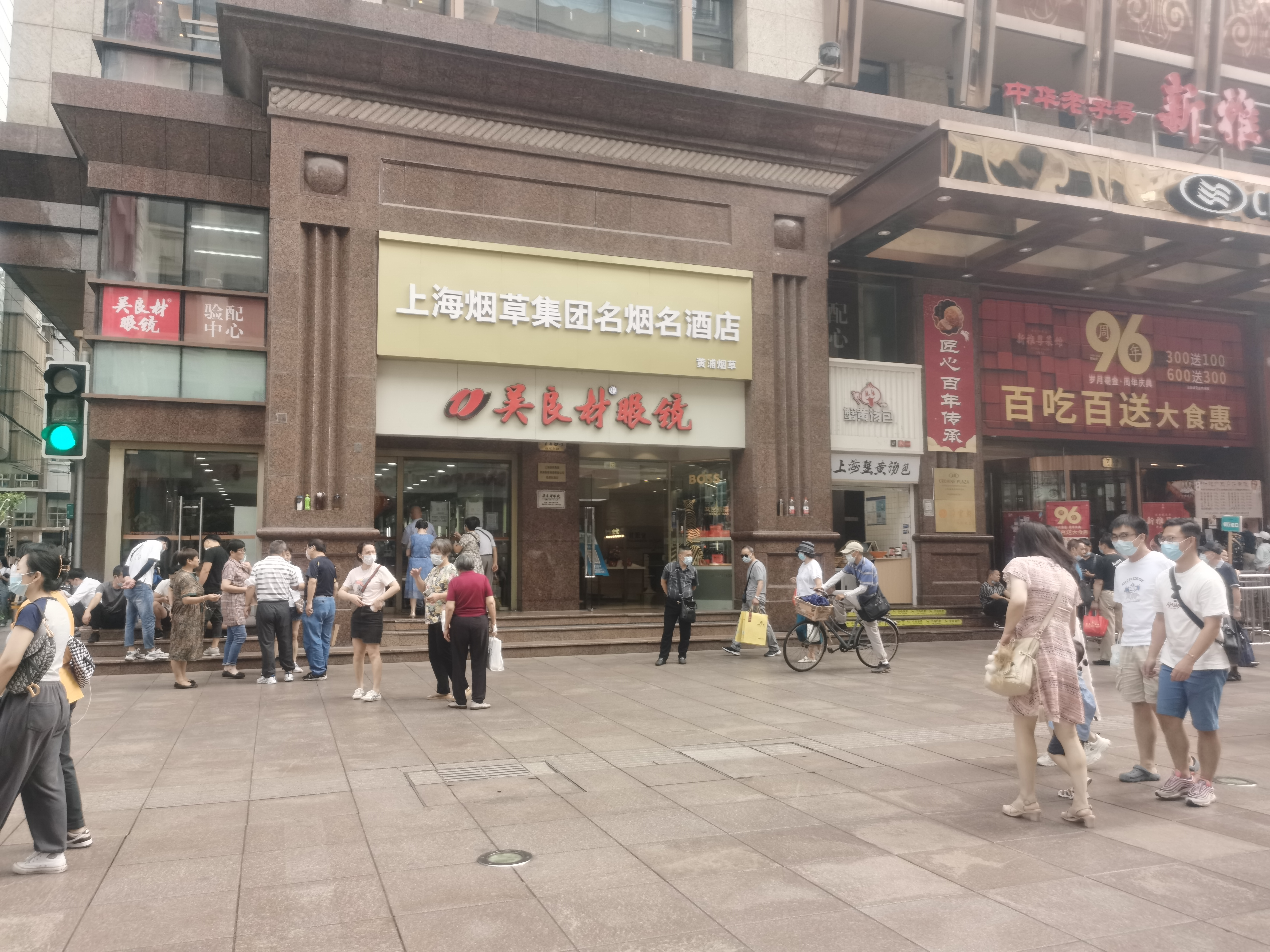
吴良材眼镜

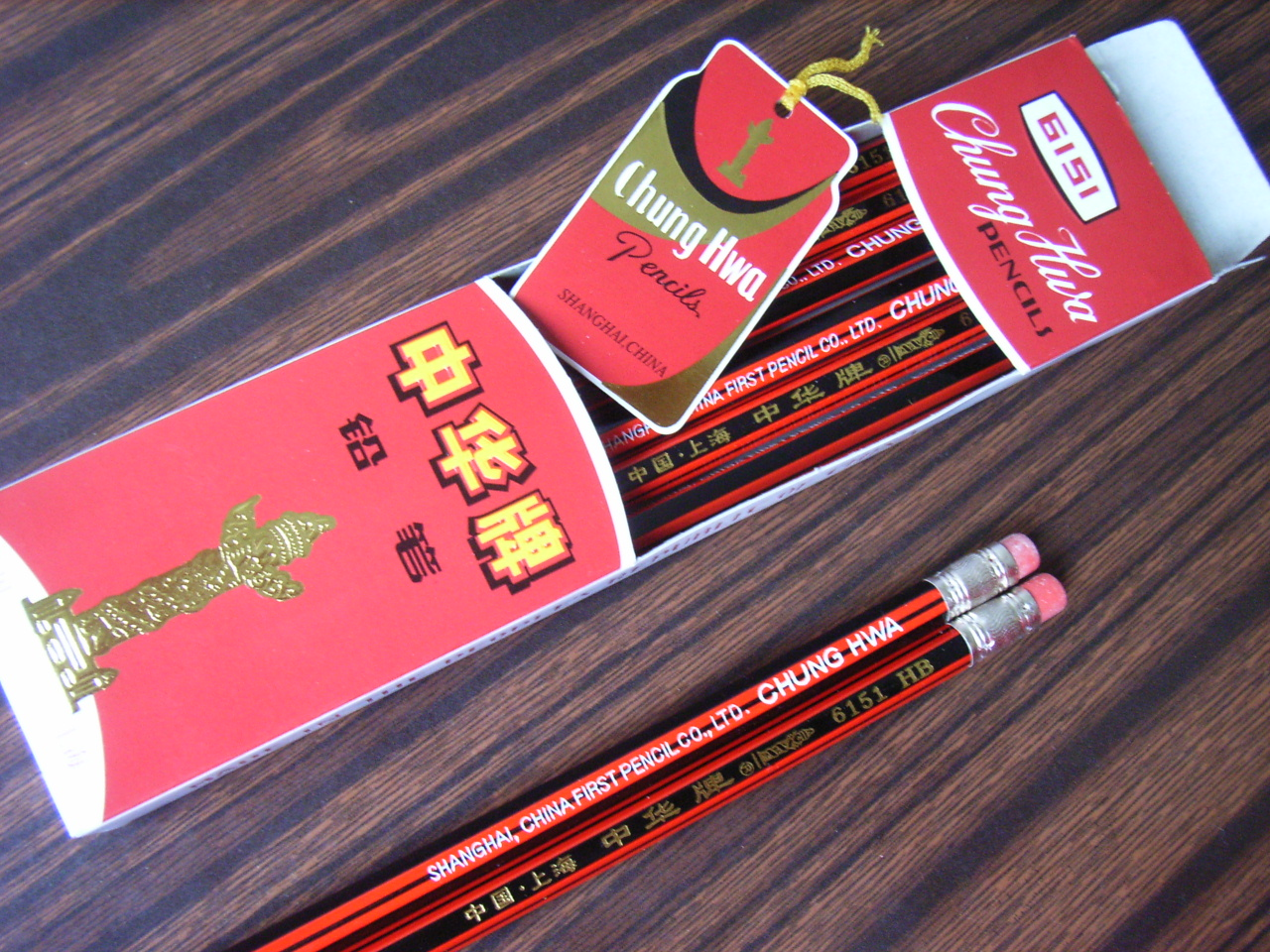
中華牌鉛筆

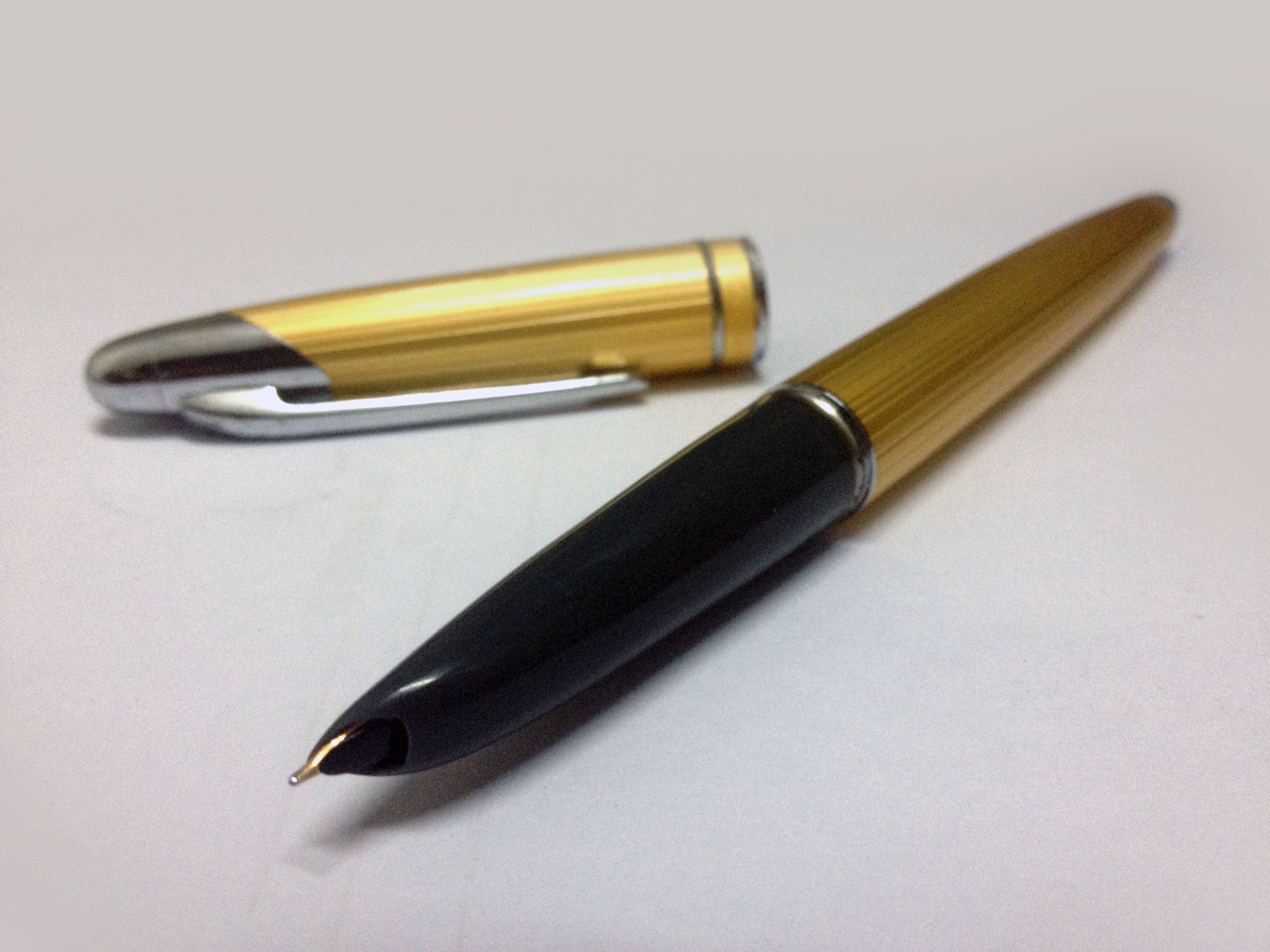
英雄钢笔

2006年9月29日，商务部公布第一批“中华老字号”认定名单，上海市共有51家企业入选。2011年5月，商务部公布第二批“中华老字号”认定名单，上海市共有129家企业入选。两批名单公布后，上海市共有经商务部认定的中华老字号180家。
2023年4月，上海市商务委印发通知，要求经商务部认定的第一批、第二批“中华老字号”企业须全体参加复核。根据2023年11月商务部等5部门印发的《中华老字号复核结果汇总表》，上海市共有163家“中华老字号”企业通过复核。2024年2月，商务部等5部门印发《第三批中华老字号名单》，上海市共有34家企业入选第三批“中华老字号”。截至2024年2月，上海市共有经商务部认定的中华老字号197家。
以下为上海市现存的“中华老字号”企业列表。
| 企业名称                                       | 品牌名称               | 所属批次                                  | 成立年份                                    |
| ---------------------------------------------- | ---------------------- | ----------------------------------------- | ------------------------------------------- |
| 恒源祥（集团）有限公司                         | 恒源祥                 | 第一批                                    | 1927                                        |
| 上海沧浪亭餐饮管理有限公司                     | 沧浪亭                 | 第一批                                    | 1950                                        |
| 上海凤凰企业（集团）股份有限公司               | 凤凰牌                 | 第一批                                    | 1897                                        |
| 上海功德林素食有限公司                         | 功德林                 | 第一批                                    | 1922                                        |
| 上海亨生西服有限公司                           | 亨生                   | 第一批                                    | 1934                                        |
| 上海家化联合股份有限公司                       | 美加净                 | 第一批                                    | 1962                                        |
| 上海开开实业股份有限公司                       | 开开牌                 | 第一批                                    | 1936                                        |
| 上海蓝棠-博步皮鞋有限公司                      | 蓝棠博步               | 第一批                                    | 1938                                        |
| 上海老大同调味品有限公司                       | 老大同                 | 第一批                                    | 1854                                        |
| 上海老饭店                                     | 上海老饭店             | 第一批                                    | 1875                                        |
| 上海老凤祥有限公司                             | 老凤祥                 | 第一批                                    | 1848                                        |
| 上海老庙黄金有限公司                           | 老庙                   | 第一批                                    | 1906/1981                                   |
| 上海人立服饰有限公司                           | 人立                   | 第一批                                    | 1955                                        |
| 上海卧室用品有限公司                           | 上卧                   | 第一批                                    | 1924                                        |
| 上海万有全（集团）有限公司                     | 万有全                 | 第一批                                    | 1851                                        |
| 上海新长发栗子食品有限公司                     | 新长发                 | 第一批                                    | 1938                                        |
| 上海亚一金店有限公司                           | 亚一                   | 第一批                                    | 1992                                        |
| 上海豫园南翔馒头店有限公司                     | 南翔                   | 第一批                                    | 1900                                        |
| 上海张小泉刀剪总店有限公司                     | 泉字牌                 | 第一批                                    | 1763                                        |
| 杏花楼食品餐饮股份有限公司                     | 杏花楼                 | 第一批                                    | 1851                                        |
| 上海和黄白猫有限公司                           | 白猫                   | 第一批                                    | 1948                                        |
| 上海百联百货经营有限公司上海妇女用品商店       | 漂亮妈妈               | 第一批                                    | 1956                                        |
| 宝大祥青少年儿童购物（集团）股份有限公司       | 宝大祥                 | 第一批                                    | 1924                                        |
| 上海蔡同德堂药号有限公司                       | 蔡同德堂               | 第一批                                    | 1875                                        |
| 上海朵云轩集团有限公司                         | 朵云轩                 | 第一批                                    | 1900                                        |
| 上海冠生园食品有限公司                         | 冠生园、大白兔         | 第一批                                    | 冠生园：1918 大白兔：1959                   |
| 上海凯司令食品股份有限公司                     | 凯司令                 | 第一批                                    | 1928                                        |
| 上海立丰食品有限公司                           | 立丰                   | 第一批                                    | 1938                                        |
| 双钱轮胎集团有限公司                           | 双钱                   | 第一批                                    | 1926                                        |
| 上海绿杨村酒家股份有限公司                     | 绿杨村                 | 第一批                                    | 1936                                        |
| 上海培罗蒙西服有限公司                         | 培罗蒙                 | 第一批                                    | 1928                                        |
| 上海乔家栅饮食食品发展有限公司                 | 乔家栅                 | 第一批                                    | 1909                                        |
| 上海全泰服饰鞋业有限公司                       | 全泰                   | 第一批                                    | 1937                                        |
| 上海三联（集团）有限公司茂昌眼镜公司           | 茂昌                   | 第一批                                    | 1923                                        |
| 上海三联（集团）有限公司吴良材眼镜公司         | 吴良材                 | 第一批                                    | 1719                                        |
| 上海三阳南货店有限公司                         | 羊牌                   | 第一批                                    | 1875                                        |
| 上海王宝和大酒店有限公司                       | 王宝和                 | 第一批                                    | 1744                                        |
| 上海王开投资管理有限公司                       | 王开                   | 第一批                                    | 1923                                        |
| 上海小绍兴餐饮连锁有限公司                     | 小绍兴                 | 第一批                                    | 1943                                        |
| 上海老正兴菜馆有限公司                         | 老正兴                 | 第一批                                    | 1908                                        |
| 上海杏花楼（集团）股份有限公司燕云楼酒楼       | 燕云楼                 | 第一批                                    | 1941                                        |
| 光明乳业股份有限公司                           | 光明                   | 第二批                                    | 1911                                        |
| 青浦金泽赵家豆腐店                             | 赵瑞兰                 | 第二批                                    | 1894                                        |
| 上海白象天鹅电池有限公司                       | 白象                   | 第二批                                    | 1945                                        |
| 上海宝鼎酿造有限公司                           | 天鱼                   | 第二批                                    | 1958                                        |
| 上海表业有限公司                               | 上海                   | 第二批                                    | 1958                                        |
| 上海采芝斋食品有限公司                         | 采芝斋                 | 第二批                                    | 1870                                        |
| 上海床上用品有限公司                           | 上上                   | 第二批                                    | 1936                                        |
| 上海大陆酿造集团有限公司                       | 公鸡                   | 第二批                                    | 1956                                        |
| 上海德大西餐有限公司                           | DEDA                   | 第二批                                    | 1887                                        |
| 上海德兴馆                                     | 德兴                   | 第二批                                    | 1883                                        |
| 上海德兴面馆有限公司                           | 德兴面馆DX             | 第二批                                    | 1878                                        |
| 上海第一食品连锁发展有限公司                   | 第一食品               | 第二批                                    | 1952                                        |
| 上海鼎丰酿造食品有限公司                       | 鼎丰                   | 第二批                                    | 1864                                        |
| 上海福新面粉有限公司                           | 福新                   | 第二批                                    | 1913                                        |
| 上海钢琴有限公司                               | STRAUSS（施特劳斯）    | 第二批                                    | 1870                                        |
| 上海冠生园华佗酿酒有限公司                     | 华佗                   | 第二批                                    | 1936                                        |
| 上海冠生园天厨调味品有限公司                   | 佛手                   | 第二批                                    | 1923                                        |
| 上海广茂香经贸发展有限公司                     | 广茂香                 | 第二批                                    | 1923                                        |
| 上海国旅国际旅行社有限公司                     | 乐趣                   | 第二批                                    | 1954                                        |
| 上海海螺服饰有限公司                           | 海螺                   | 第二批                                    | 1950                                        |
| 上海和平饭店有限公司                           | PH图形商标             | 第二批                                    | 1929                                        |
| 上海红双喜股份有限公司                         | 红双喜                 | 第二批                                    | 1946                                        |
| 上海鸿翔制衣有限公司                           | 鸿翔                   | 第二批                                    | 1917                                        |
| 上海华安美容美发有限公司                       | HUAN                   | 第二批                                    | 1926                                        |
| 上海华通开关厂有限公司                         | 华通                   | 第二批                                    | 1919                                        |
| 上海华谊精细化工有限公司上海开林造漆厂         | 光明                   | 第二批                                    | 1915                                        |
| 上海回力鞋业有限公司                           | 回力                   | 第二批                                    | 1927                                        |
| 上海惠罗有限公司                               | 惠罗                   | 第二批                                    | 1904                                        |
| 上海金枫酒业股份有限公司                       | 金枫                   | 第二批                                    | 1939                                        |
| 上海锦江饭店有限公司                           | 图形                   | 第二批                                    | 1951                                        |
| 上海锦江国际饭店有限公司                       | 国际饭店               | 第二批                                    | 1934                                        |
| 上海锦江金门大酒店有限公司                     | 金门大酒店             | 第二批                                    | 1926                                        |
| 上海京华化工厂有限公司                         | 白石                   | 第二批                                    | 1930                                        |
| 上海九和堂国药有限公司                         | 九和堂                 | 第二批                                    | 1933                                        |
| 上海老城隍庙五香豆食品有限公司                 | 老城隍庙               | 第二批                                    | 1935                                        |
| 上海老同盛有限公司                             | 老同盛                 | 第二批                                    | 1887                                        |
| 上海雷允上药业西区有限公司                     | 雷允上                 | 第二批                                    | 1860                                        |
| 上海雷允上药业有限公司                         | 雷氏                   | 第二批                                    | 1958                                        |
| 上海梨膏糖食品厂                               | 豫园                   | 第二批                                    | 清咸丰年间                                  |
| 上海良友海狮油脂实业有限公司                   | 海狮                   | 第二批                                    | 1950年代                                    |
| 上海龙凤中式服装有限公司                       | 龙凤                   | 第二批                                    | 1956                                        |
| 上海光明肉业集团股份有限公司                   | 梅林                   | 第二批                                    | 1930                                        |
| 上海南翔食品股份有限公司                       | 南翔                   | 第二批                                    | 1871                                        |
| 上海清真洪长兴餐饮食品有限公司                 | 洪长兴                 | 第二批                                    | 1891                                        |
| 上海染料研究所有限公司                         | 狮头                   | 第二批                                    | 不详                                        |
| 上海三联（集团）有限公司冠龙照相器材公司       | 冠龙                   | 第二批                                    | 1931                                        |
| 上海三联（集团）有限公司亨达利钟表公司         | 亨达利                 | 第二批                                    | 1860                                        |
| 上海三添食品有限公司                           | 三添                   | 第二批                                    | 1957                                        |
| 上海三阳盛食品有限公司                         | 三阳盛                 | 第二批                                    | 1925                                        |
| 上海沈大成餐饮速食有限公司                     | 沈大成                 | 第二批                                    | 1875                                        |
| 上海市泰康食品有限公司稻香村肫肝分公司         | 稻香村 DXC图形         | 第二批                                    | 1892                                        |
| 上海市泰康食品有限公司真老大房食品分公司       | 真                     | 第二批                                    | 1851                                        |
| 上海市糖业烟酒（集团）有限公司                 | 玉棠                   | 第二批                                    | 1951                                        |
| 上海天宝龙凤金银珠宝有限公司                   | 天宝龙凤               | 第二批                                    | 1930                                        |
| 上海童涵春堂中药饮片有限公司                   | 童涵春堂               | 第二批                                    | 1783                                        |
| 上海王大隆刀剪实业有限公司                     | 王大隆                 | 第二批                                    | 1848                                        |
| 上海五福调味食品有限公司                       | 五福                   | 第二批                                    | 1985                                        |
| 上海五华伞业有限公司                           | 五华                   | 第二批                                    | 1956                                        |
| 上海西泠印社有限公司                           | 西泠印社               | 第二批                                    | 1904                                        |
| 上海西区老大房实业有限公司                     | 老大房                 | 第二批                                    | 1851                                        |
| 上海鲜得来排骨年糕餐饮有限公司                 | 鲜得来                 | 第二批                                    | 1924                                        |
| 上海新大美华鞋业有限公司                       | 大美华                 | 第二批                                    | 1945                                        |
| 上海新光光学仪器有限公司                       | 新光                   | 第二批                                    | 1887                                        |
| 上海新世界股份有限公司                         | 新世界                 | 第二批                                    | 1914                                        |
| 上海星钻秒表有限公司                           | 星钻                   | 第二批                                    | 1952                                        |
| 上海熊猫线缆股份有限公司                       | 熊猫                   | 第二批                                    | 1947                                        |
| 上海亚明照明有限公司                           | 亚字                   | 第二批                                    | 1923                                        |
| 上海益民食品一厂有限公司                       | 光明牌                 | 第二批                                    | 1913                                        |
| 上海余天成药业连锁有限公司余天成堂药号         | 余天成                 | 第二批                                    | 1782                                        |
| 上海豫园商城工艺品有限公司                     | 华宝楼                 | 第二批                                    | 1994                                        |
| 上海悦来芳食品有限公司                         | 悦来芳                 | 第二批                                    | 1926                                        |
| 上海张力生企业发展有限公司                     | 张力生                 | 第二批                                    | 1948                                        |
| 上海正广和饮用水有限公司                       | 正广和                 | 第二批                                    | 1864                                        |
| 上海正章实业有限公司                           | 正章                   | 第二批                                    | 1923                                        |
| 上海正章洗染有限公司                           | 企鹅图形               | 第二批                                    | 1926                                        |
| 上海中华药业有限公司                           | 龙虎                   | 第二批                                    | 1911                                        |
| 上海百联百货经营有限公司上海市第一百货商店     | 图形                   | 第二批                                    | 1936                                        |
| 上海百联百货经营有限公司上海时装商店           | 时装商店               | 第二批                                    | 1914                                        |
| 上海川湘食品有限公司                           | 川湘                   | 第二批                                    | 门市部：1956 工厂：1959                     |
| 上海大富贵酒楼有限公司                         | 大富贵                 | 第二批                                    | 1881                                        |
| 上海第一西比利亚皮货有限公司                   | 第一西比利亚           | 第二批                                    | 1930                                        |
| 上海丁义兴食品股份有限公司                     | 丁义兴                 | 第二批                                    | 不详                                        |
| 上海东方眼镜有限公司                           | 东方                   | 第二批                                    | 1928                                        |
| 上海古今内衣集团有限公司                       | 古今                   | 第二批                                    | 1930                                        |
| 上海红房子西菜馆有限责任公司                   | 红房子                 | 第二批                                    | 1935                                        |
| 上海红心熨烫设备有限公司                       | 红心                   | 第二批                                    | 1943                                        |
| 上海哈尔滨食品厂有限公司                       | 叙友、哈氏             | 第二批（叙友） 第三批（哈氏）             | 1936                                        |
| 上海金龙商业有限公司                           | 金龙                   | 第二批                                    | 1938                                        |
| 上海华谊涂料有限公司                           | 眼睛牌、飞虎           | 第二批                                    | 眼睛牌：1932 飞虎：1916                     |
| 上海老介福商厦有限公司                         | 老介福                 | 第二批                                    | 1860                                        |
| 上海立信实业发展有限公司                       | 立信                   | 第二批                                    | 1959                                        |
| 上海梅龙镇酒家股份有限公司                     | 梅龙镇酒家             | 第二批                                    | 1938                                        |
| 上海民族乐器一厂有限公司                       | 敦煌                   | 第二批                                    | 1958                                        |
| 上海全国土特产食品有限公司                     | 培丽                   | 第二批                                    | 1935                                        |
| 上海群力草药店有限公司                         | 群力                   | 第二批                                    | 1933                                        |
| 上海人民塑料印刷厂有限公司                     | SRS                    | 第二批                                    | 1850                                        |
| 上海人寿堂养老服务（集团）有限公司             | 人寿堂                 | 第二批                                    | 1934                                        |
| 上海三大祥纺织品有限公司                       | 宝大祥                 | 第二批                                    | 1924                                        |
| 上海三角地菜市场经营管理有限公司               | 三角地                 | 第二批                                    | 1890                                        |
| 上海三枪（集团）有限公司                       | 三枪、菊花牌           | 第二批（三枪） 第一批（菊花牌）           | 三枪：1928 菊花牌：1914                     |
| 上海邵万生食品有限公司                         | 邵万生                 | 第二批                                    | 1852                                        |
| 上海马利画材股份有限公司                       | 马利画材               | 第二批                                    | 1919                                        |
| 上海第一医药股份有限公司上海市第一医药商店     | 医一                   | 第二批                                    | 1953                                        |
| 上海华谊精细化工有限公司                       | 一品                   | 第二批                                    | 1931                                        |
| 上海王家沙餐饮股份有限公司                     | 王家沙                 | 第二批                                    | 1945                                        |
| 上海杏花楼（集团）股份有限公司新雅粤菜馆       | 新雅                   | 第二批                                    | 1926                                        |
| 上海徐家汇商城股份有限公司六百分公司           | 六百                   | 第二批                                    | 1952                                        |
| 上海永久自行车有限公司                         | 永久                   | 第二批                                    | 1940                                        |
| 上海牡丹油墨有限公司                           | 牡丹                   | 第二批                                    | 1913                                        |
| 上海豫园旅游商城（集团）股份有限公司湖心亭茶楼 | 湖心亭                 | 第二批                                    | 1784                                        |
| 上海豫园商贸发展有限公司                       | 永青                   | 第二批                                    | 1908                                        |
| 上海豫园创意发展有限公司                       | 丽云阁                 | 第二批                                    | 1888                                        |
| 上海龙头家纺有限公司                           | 钟牌、凤凰、皇后、民光 | 第一批（钟牌、凤凰） 第二批（皇后、民光） | 钟牌：1937 凤凰：1922 皇后：1934 民光：1935 |
| 中国第一铅笔有限公司                           | 中华牌                 | 第二批                                    | 1935                                        |
| 上海周虎臣曹素功笔墨有限公司                   | 虎 曹素功              | 第二批                                    | 周虎臣：1694 曹素功：1667                   |
| 上海英雄（集团）有限公司                       | 英雄                   | 第三批                                    | 1931                                        |
| 上海美加净日化有限公司                         | 白玉                   | 第三批                                    | 1912                                        |
| 上海美加净日化有限公司                         | 美加净                 | 第三批                                    | 1912                                        |
| 上海制皂厂有限公司                             | 上海药皂               | 第三批                                    | 1923                                        |
| 上海制皂厂有限公司                             | 蜂花                   | 第三批                                    | 1923                                        |
| 上海杨同兴清真餐饮有限公司                     | 杨同兴                 | 第三批                                    | 1906                                        |
| 上海梅龙镇（集团）有限公司美新点心店           | 美新点心店             | 第三批                                    | 1941                                        |
| 上海豫园旅游商城（集团）股份有限公司绿波廊酒楼 | 绿波廊                 | 第三批                                    | 1979                                        |
| 上海鼎日有食品有限公司                         | 鼎日有                 | 第三批                                    | 1931                                        |
| 上海水产集团有限公司                           | 上海水产               | 第三批                                    | 1949                                        |
| 上海好唯加食品有限公司                         | 唯加                   | 第三批                                    | 1936                                        |
| 上海老大昌食品有限公司                         | 老大昌                 | 第三批                                    | 1937                                        |
| 上海澳莉嘉食品有限公司                         | 老香斋                 | 第三批                                    | 1851                                        |
| 上海皮鞋厂                                     | 上海皮鞋厂             | 第三批                                    | 1949                                        |
| 上海龙凤床垫集团有限公司                       | 龙凤                   | 第三批                                    | 1955                                        |
| 上海字模一厂有限公司                           | 华丰                   | 第三批                                    | 1960                                        |
| 上海国光口琴厂有限公司                         | 国光                   | 第三批                                    | 1931                                        |
| 上海金香乳胶制品有限公司                       | 金香                   | 第三批                                    | 1957                                        |
| 上海上药神象健康药业有限公司                   | 神象                   | 第三批                                    | 1955                                        |
| 上海金城皇实业集团有限公司                     | 金城皇                 | 第三批                                    | 1934                                        |
| 上海兰生轻工业品进出口有限公司                 | 前进                   | 第三批                                    | 不详                                        |
| 上海人和堂国药连锁经营有限公司                 | 人和堂                 | 第三批                                    | 1874                                        |
| 上海市静安区第六粮油食品商店有限公司           | 第六粮油               | 第三批                                    | 1958                                        |
| 上海市泰康食品有限公司                         | 上海泰康食品           | 第三批                                    | 1914                                        |
| 上海市第二食品商店有限责任公司                 | 第二食品               | 第三批                                    | 1920                                        |
| 上海烟草集团黄浦烟草糖酒有限公司长春食品商店   | 长春食品商店           | 第三批                                    | 1952                                        |
| 上海春风松月楼                                 | 松月楼                 | 第三批                                    | 1910                                        |
| 上海老盛昌餐饮管理有限公司                     | 老盛昌                 | 第三批                                    | 1999（公司成立）                            |
| 上海新亚富丽华餐饮股份有限公司洁而精川菜馆     | 洁而精                 | 第三批                                    | 1937                                        |
| 上海一心斋清真饭店有限公司                     | 一心斋                 | 第三批                                    | 1913                                        |
| 上海新亚富丽华餐饮股份有限公司老人和饭店       | 老人和                 | 第三批                                    | 1921                                        |
| 上海光明村实业有限公司                         | 光明村                 | 第三批                                    | 1960                                        |
| 上海东亚食品储运经营有限公司                   | 上海东亚食品           | 第三批                                    | 1958                                        |

### 被移出名录（17家）
根据2023年11月商务部等5部门印发的《关于公布中华老字号复核结果的通知》，上海市共有17个中华老字号品牌因复核不通过而被移出名录。被移出名录的主要原因包括长期经营不善、连续出现亏损，在所属行业或领域内已不具有代表性、引领性和示范性，无法提供经营数据，以及知识产权争议等。
| 企业名称                               | 品牌名称   | 原所属批次 | 成立年份 | 移出日期   |
| -------------------------------------- | ---------- | ---------- | -------- | ---------- |
| 上海杏花楼（集团）有限公司老半斋酒楼   | 老半斋     | 第一批     | 1905     | 2023年11月 |
| 上海华元实业有限公司                   | 飞机牌     | 第一批     | 1936     | 2023年11月 |
| 集成药厂                               | 集成       | 第二批     | 1935     | 2023年11月 |
| 上海飞马针织有限公司                   | 飞马       | 第二批     | 1937     | 2023年11月 |
| 上海西湖饭店有限公司                   | 西湖牌     | 第二批     | 1952     | 2023年11月 |
| 上海汇丰纸行有限公司                   | 图形       | 第二批     | 1934     | 2023年11月 |
| 上海朋街服饰有限公司                   | 朋街       | 第二批     | 1937     | 2023年11月 |
| 上海鸿翔时装公司（东号）               | 翔（鸿球） | 第二批     | 1932     | 2023年11月 |
| 上海美丽华礼品公司                     | 美丽华     | 第二批     | 1916     | 2023年11月 |
| 上海百新文化用品公司                   | 百新       | 第二批     | 1912     | 2023年11月 |
| 上海奇美鞋业股份有限公司               | 奇美       | 第二批     | 1950     | 2023年11月 |
| 上海新新美容城                         | 图形       | 第二批     | 1926     | 2023年11月 |
| 上海三大祥纺织品有限公司协大祥绸布商店 | 协大祥     | 第二批     | 1929     | 2023年11月 |
| 上海三大祥纺织品有限公司信大祥绸布商店 | 信大祥     | 第二批     | 1924     | 2023年11月 |
| 上海医疗器械（集团）有限公司卫生材料厂 | 中亚       | 第二批     | 1948     | 2023年11月 |
| 上海钱万隆酿造厂                       | 钱万隆     | 第二批     | 1880     | 2023年11月 |
| 上海利男居食品总厂                     | 利男居     | 第二批     | 1900     | 2023年11月 |

### 原内贸部入选名录
1991年，原中华人民共和国国内贸易部公布第一批中华老字号名单，上海市有268家入选；1993年公布的第二批中，上海市有274家获“中华老字号”铜牌和证书。

## 上海老字号

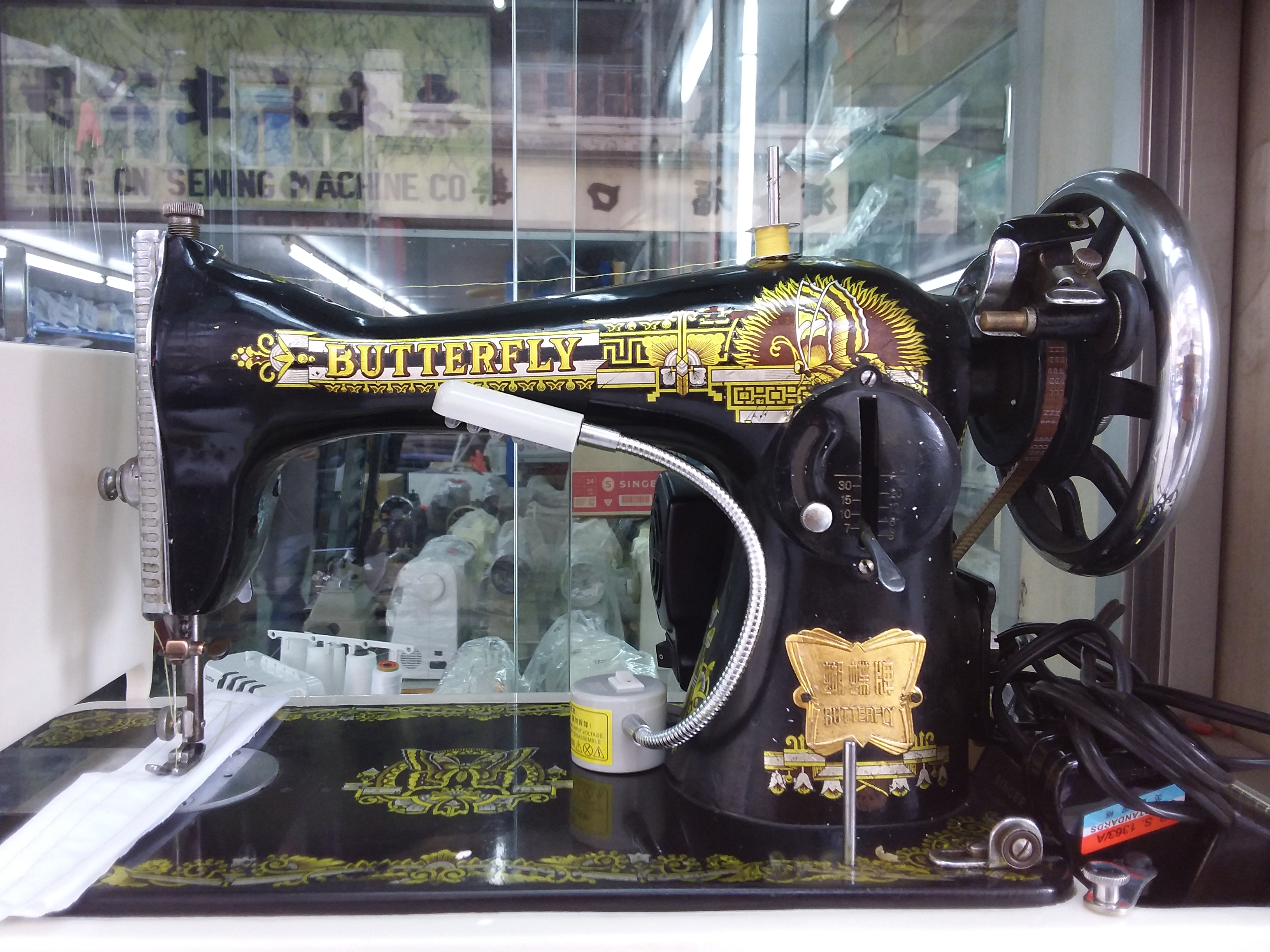
蝴蝶牌缝纫机

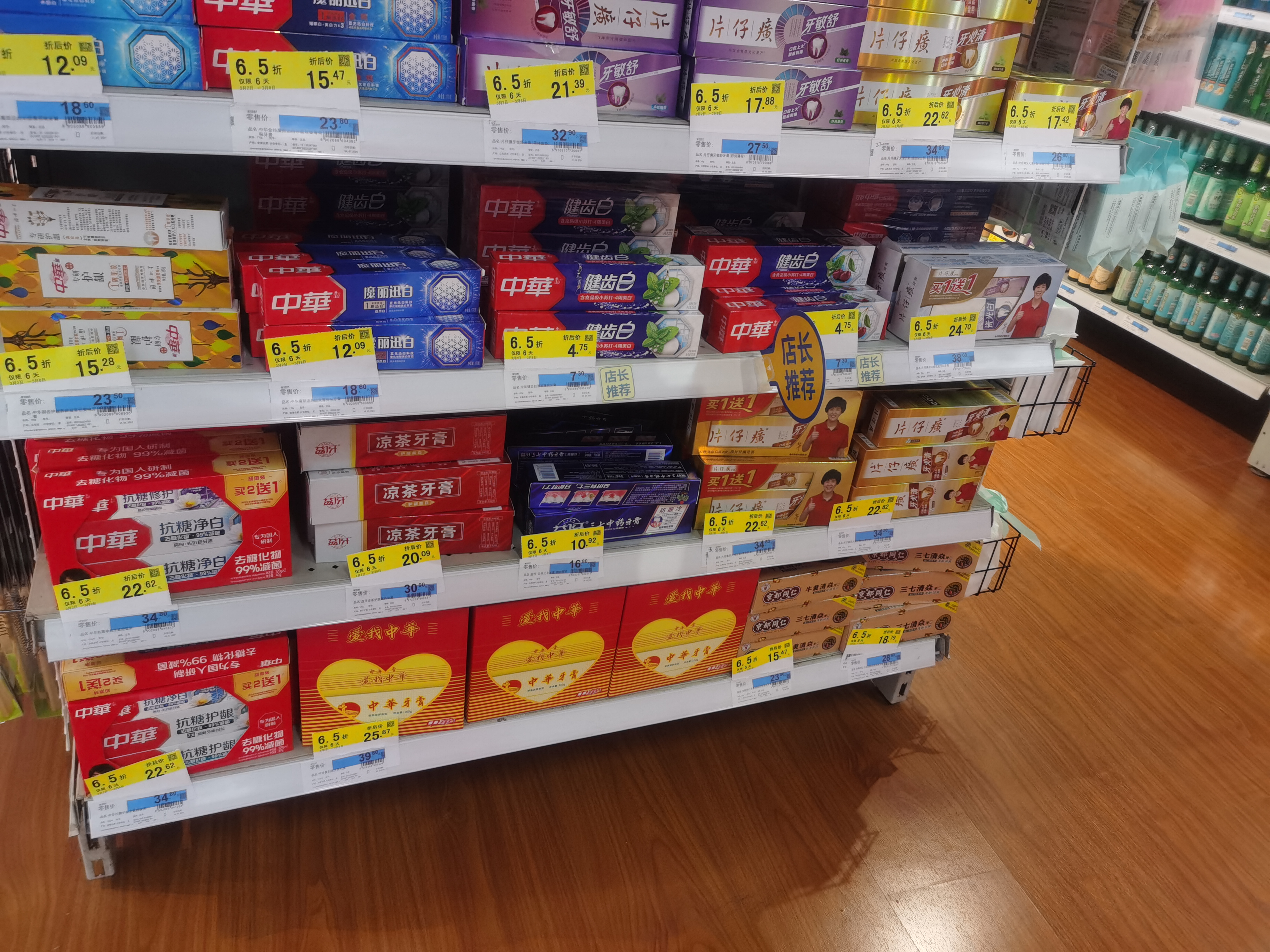
中华牙膏

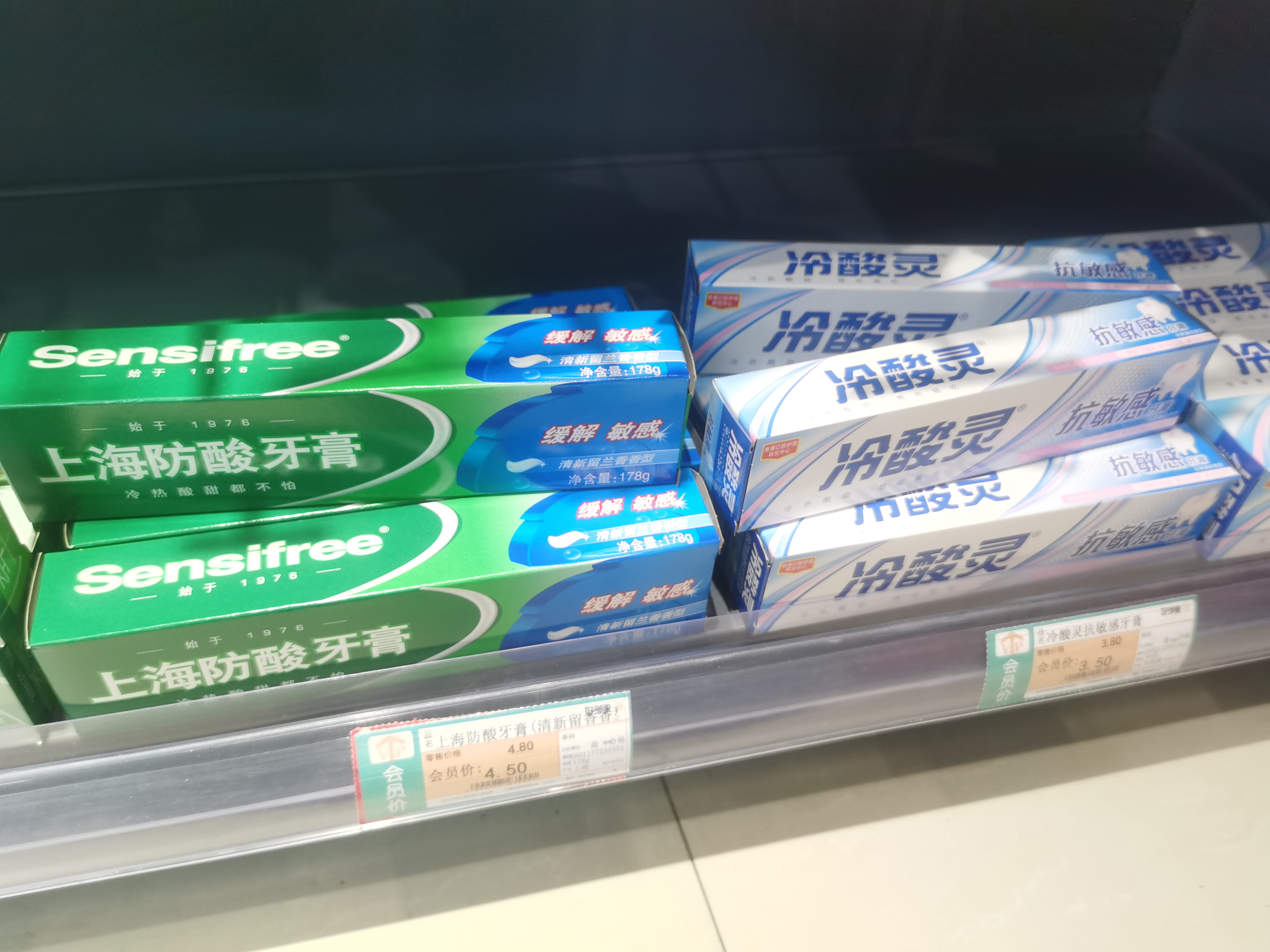
上海防酸牙膏

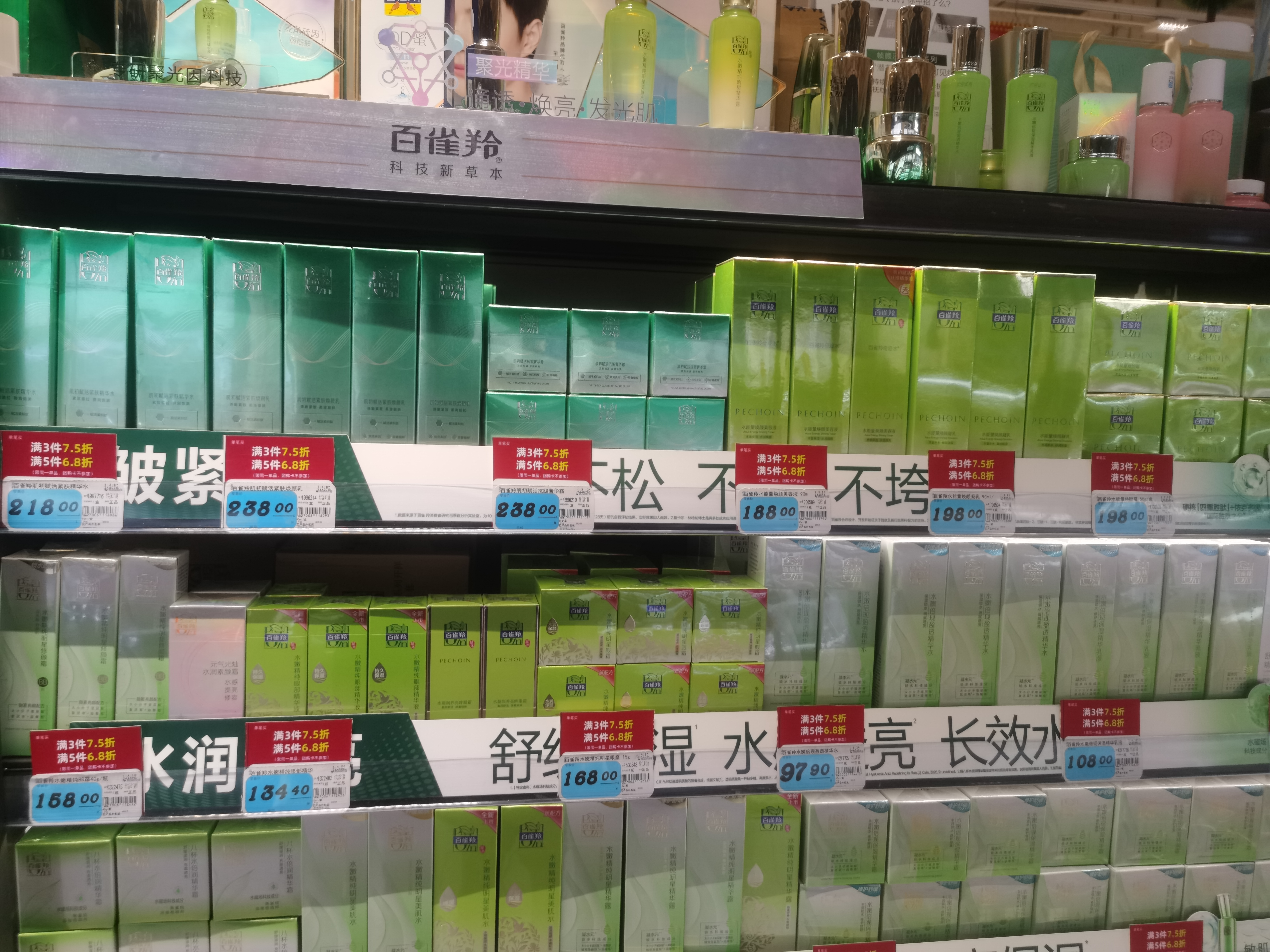
百雀羚化妆品

2014年4月，上海市商务委首次认定42家企业为首批“上海老字号”。2022年，上海市商务委重新启动“上海老字号”认定工作。至2023年1月，上海市商务委公布2022年上海老字号名录，共104个老字号入选。
以下为上海市商务委认定的“上海老字号”列表，已由“上海老字号”升格为“中华老字号”的企业或品牌不重复收录。
| 企业名称                                 | 品牌名称           | 成立年份              |
| ---------------------------------------- | ------------------ | --------------------- |
| 上海丰裕餐饮管理有限公司                 | 丰裕               | 1958                  |
| 上海市南餐饮有限公司普明面馆             | 普明               | 1997                  |
| 上海工艺美术品服务部有限公司             | 图形               | 1956                  |
| 上海新亚富丽华餐饮股份有限公司春园点心店 | 四如春             | 不详                  |
| 上海新亚富丽华餐饮股份有限公司盛兴点心店 | 盛兴汤圆           | 不详                  |
| 上海新亚富丽华餐饮股份有限公司砂锅饭店   | 上海砂锅饭店       | 不详                  |
| 上海三联（集团）有限公司                 | 申 亨得利          | 1915                  |
| 上海红星眼镜有限公司                     | 红星               | 1936                  |
| 上海胡庆余堂国药号药业有限公司           | 上海胡庆余堂国药号 | 1914                  |
| 上海三阳南货店有限公司                   | 三阳南货店         | 1875                  |
| 上海星火日夜实业有限公司                 | 星火日夜           | 1968                  |
| 上海浙江茶叶有限公司                     | 黄隆泰             | 1918                  |
| 上海程裕新茶号有限公司                   | 程裕新             | 1838                  |
| 上海元利食品厂                           | 元利               | 1839                  |
| 上海钟表商店                             | 上钟               | 1923                  |
| 上海汪怡记茶叶有限公司                   | 汪怡记             | 1880                  |
| 上海南市螺丝有限公司                     | 南螺               | 1943                  |
| 上海人民包装有限公司                     | 海鲸               | 1972                  |
| 上海刃具厂有限公司                       | 三圈图形           | 1928                  |
| 上海工艺美术有限公司                     | 工美图形           | 1962                  |
| 上海大壶春生煎发展有限公司               | 大壶春             | 1932                  |
| 上海长江企业发展合作公司                 | 长江刻字           | 1966                  |
| 上海药房股份有限公司                     | 徐重道             | 1938                  |
| 上海市医药保健品进出口有限公司           | 上药 SPIC          | 1986                  |
| 上海珠江酒家股份有限公司                 | 美新               | 1946                  |
| 上海春竹企业发展有限公司                 | 春竹               | 1955                  |
| 上海百雀羚日用化学有限公司               | 百雀羚             | 1931                  |
| 上海申一百货公司                         | 白玉兰             | 不详                  |
| 上海泰昌超市有限公司                     | 泰昌               | 不详                  |
| 上海南京美发公司                         | NJ图形             | 1933                  |
| 上海强生交通（集团）有限公司             | 强生               | 1919                  |
| 上工申贝（集团）股份有限公司             | 蝴蝶牌             | 1919                  |
| 上海兰生轻工业品进出口有限公司           | 海鸥、鹭牌、图形   | 不详                  |
| 上海丝绸集团股份有限公司                 | 百合花、图形       | 1956                  |
| 上海新场文化发展有限公司                 | 第一楼图形         | 1874                  |
| 上海康桥中药饮片有限公司                 | 图形               | 1956                  |
| 上海乐惠米业有限公司                     | 乐惠               | 1950年代中期          |
| 上海美加净日化有限公司                   | 上海、中华         | 上海：1954 中华：1959 |
| 上海市曹杨商城有限公司                   | 曹杨商城           | 1952                  |
| 上海精细文化用品有限公司                 | 英雄               | 1925                  |
| 上海八仙食品有限公司                     | BAXIANSHIPIN       | 不详                  |
| 上海裕华日用品有限公司                   | 裕华、白猫         | 不详                  |
| 上海虹口糕团食品厂                       | 虹                 | 1960                  |
| 上海神仙酒厂有限公司                     | 神仙               | 1958                  |
| 上海森蜂园蜂业有限公司                   | 森蜂园             | 2001                  |
| 上海和黄药业有限公司                     | 上药               | 1958                  |
| 上海东方体育用品有限公司                 | Indigo Blue        | 不详                  |
| 上海三五石英时钟精品有限公司             | 555                | 1940                  |
| 上海四新食苑有限公司                     | 四新食苑           | 不详                  |
| 上海家化联合股份有限公司                 | 雅霜               | 1912                  |
| 上海九洲黄金有限公司                     | 图形               | 不详                  |
| 上海艺杏食品有限公司                     | 艺杏               | 不详                  |
| 上海郁金香酿造有限公司                   | 仙鹤、文玉和       | 不详                  |
| 上海正广和汽水有限公司                   | 上海               | 1864                  |
| 上海天明糖果食品厂有限公司               | 天明               | 1942                  |
| 上海中华药业有限公司                     | 天坛               | 1911                  |
| 上海古北状元楼大酒店有限公司             | 古北状元楼         | 1938                  |
| 上海服装（集团）有限公司                 | 大地               | 1934                  |
| 上海茶叶有限公司                         | 汪裕泰             | 1851                  |
| 上海南洋电缆有限公司                     | 南洋               | 1940                  |
| 上海东明酿造有限公司                     | 瀛三泉             | 1956                  |